# Primera División de España 2017-18
La Primera División de España 2017-18 (también conocida como LaLiga o LaLiga Santander) fue la 87.ª edición de la Primera División de España de fútbol. El torneo lo organizó la Liga de Fútbol Profesional (LFP), dejando como campeón de la edición al F. C. Barcelona, quien terminó a 14 puntos del segundo clasificado Atlético de Madrid y a 17 puntos de su máximo rival el Real Madrid.
El F. C. Barcelona logró su título 25 de Liga y junto al título de Copa, logró el octavo doblete Liga-Copa para el club catalán, eso si se incluyen los dobletes logrados dentro de los tripletes (Liga, Copa y Champions) en 2009 y 2015.

## Sistema de competición
Como en temporadas anteriores, consta de un grupo único integrado por veinte clubes de toda la geografía española. Siguiendo un sistema de liga, los veinte equipos se enfrentan todos contra todos en dos ocasiones, una en campo propio y otra en campo contrario, sumando un total de 38 jornadas. El orden de los encuentros se decide por sorteo antes de empezar la competición.
La clasificación final se establece teniendo en cuenta los puntos obtenidos en cada enfrentamiento, a razón de tres por partido ganado, uno por empate y ninguno en caso de derrota. Si al finalizar el campeonato dos equipos igualan a puntos, los mecanismos para desempatar la clasificación son los siguientes:
- El que tiene una mayor diferencia entre goles a favor y en contra en los enfrentamientos entre ambos.
- Si persiste el empate, se tiene en cuenta la diferencia de goles a favor y en contra en todos los encuentros del campeonato.

Si el empate a puntos se produce entre tres o más clubes, los sucesivos mecanismos de desempate son los siguientes:
- La mejor puntuación que a cada uno corresponde a tenor de los resultados de los partidos jugados entre sí por los clubes implicados.
- La mayor diferencia de goles a favor y en contra, considerando únicamente los partidos jugados entre sí por los clubes implicados.
- La mayor diferencia de goles a favor y en contra teniendo en cuenta todos los encuentros del campeonato.
- El mayor número de goles a favor teniendo en cuenta todos los encuentros del campeonato.

### Clasificación para competiciones internacionales
La UEFA otorga a la Liga española siete plazas de clasificación para las competiciones continentales de la temporada 2018-19, que se distribuirán de la siguiente forma:
- El primero, segundo, tercer y cuarto clasificados de la liga accederán a disputar la Liga de Campeones desde la fase de grupos.
- El quinto clasificado accederá a disputar la Liga Europa desde la fase de grupos.
- El sexto clasificado accederá a disputar la Liga Europa desde la Segunda Ronda Previa.

No obstante, otras competiciones pueden alterar las plazas UEFA a las que accederán los equipos al final de temporada:
- Al campeón de Copa le corresponde una plaza para disputar la fase de grupos de la Liga Europa. No obstante, si el campeón de Copa ya se ha clasificado para la Liga de Campeones a través de la Liga, su plaza recae sobre el quinto clasificado de la liga, la plaza del quinto sobre el sexto, y la del sexto sobre el séptimo. En caso de que el campeón de Copa se haya clasificado para la Liga Europea a través de la Liga, se queda con la plaza que le permite acceder a una ronda superior, en este caso la de Copa. Por lo tanto, la plaza UEFA obtenida a través de la liga pasa al siguiente clasificado en liga (no al subcampeón de Copa).
- Cuando un equipo gana una competición continental (concretamente la Liga de Campeones o la Liga Europea), a este equipo se le otorga una plaza para disputar la siguiente edición de la Liga de Campeones desde la fase de grupos. En caso de que dicho equipo ya hubiese obtenido esa misma plaza a través de la Liga, no se le concede la plaza reservada al campeón. En cambio, si dicho equipo obtuvo una plaza para la Liga de Campeones a través de la Liga, pero esta le obliga a comenzar desde una ronda anterior, entonces sí recibe la plaza reservada al campeón. En cualquier caso, la plaza sobrante nunca pasa al siguiente clasificado de la liga, sino que desaparece.
- Si un equipo que gana una competición continental se clasifica para la Liga Europea a través de la Liga, obtiene la plaza reservada al campeón (por ser mejor), mientras que su plaza para la Liga Europea desaparece y no recae sobre el siguiente clasificado en liga (esta es la única forma de que cinco equipos puedan clasificarse para la Liga de Campeones).
- Además de las descritas arriba, puede haber más variables; sin embargo estas siguen el mismo patrón que las ya mencionadas.

Nota: Estas reglas solo son aplicables a la temporada actual, ya que pueden variar de un año a otro. Por lo tanto, no se deben tener en cuenta los casos de temporadas anteriores ni posteriores.

### Derechos televisivos
Por las plataformas digitales de Movistar+ y Vodafone TV se retransmite un partido por jornada —que elegirá según considere oportuno— y que es retransmitido bien el sábado a las 16:00 o a las 20:45, o bien el domingo a las 20:45. Ofrecido a través de sus canales Movistar + o Movistar Partidazo.
Tras dicha elección es la plataforma Gol quien elige el siguiente partido por interés de la jornada en el que no contienda alguno de los siguientes equipos: Real Madrid, At. Madrid, Barcelona, Valencia, Sevilla, Villarreal, Athletic o Real Sociedad, y es retransmitido el viernes a las 20:45. El resto de encuentros, ocho, son retransmitidos por beIN LaLiga completando el resto de horarios fijados previamente por LaLiga. Movistar+, Vodafone TV y Orange TV reciben la señal de beIN LaLiga.

## Equipos participantes

### Equipos por comunidad autónoma
| N.º | Comunidad autónoma   | Equipos                                                             |
| --- | -------------------- | ------------------------------------------------------------------- |
| 4   | Comunidad de Madrid  | Atlético de Madrid, C. D. Leganés, Getafe C. F. y Real Madrid C. F. |
| 4   | País Vasco           | Athletic Club, Deportivo Alavés, S. D. Eibar y Real Sociedad        |
| 3   | Andalucía            | Málaga C. F., Real Betis y Sevilla F. C.                            |
| 3   | Cataluña             | F. C. Barcelona, R. C. D. Espanyol y Girona F. C.                   |
| 3   | Comunidad Valenciana | Valencia C. F., Levante U. D. y Villarreal C. F.                    |
| 2   | Galicia              | R. C. Celta de Vigo y R. C. Deportivo de La Coruña                  |
| 1   | Islas Canarias       | U. D. Las Palmas                                                    |

### Ascensos y descensos
Un total de 20 equipos disputarán la liga. La disputarán los 17 primeros clasificados de la Primera División de España 2016-17, los dos primeros clasificados de la Segunda División de España 2016-17 y el vencedor de una promoción disputada a tal efecto entre el 3.º, 4.º 5.º y 6.º clasificado de la Segunda División de España 2016-17.
| Pos. | Descendidos a 2.ª División |
| ---- | -------------------------- |
| 18.º | Real Sporting de Gijón     |
| 19.º | C. A. Osasuna              |
| 20.º | Granada C. F.              |

| Pos.  | Ascendidos de 2.ª División |
| ----- | -------------------------- |
| 1.º   | Levante U. D.              |
| 2.º   | Girona F. C.               |
| Prom. | Getafe C. F. (3.º)         |

### Información de los equipos
| Equipo                 | Ciudad                | Entrenador              | Estadio                | Aforo  | Proveedor   | Patrocinador principal (en la equipación) | Otros patrocinadores (en la equipación)                                                      |
| ---------------------- | --------------------- | ----------------------- | ---------------------- | ------ | ----------- | ----------------------------------------- | -------------------------------------------------------------------------------------------- |
| Athletic de Bilbao     | Bilbao                | José Ángel Kuko Ziganda | San Mamés              | 53 289 | New Balance | Kutxabank                                 |                                                                                              |
| Atlético de Madrid     | Madrid                | Diego Simeone           | Wanda Metropolitano    | 67 829 | Nike        | Plus500                                   |                                                                                              |
| C. D. Leganés          | Leganés               | Asier Garitano          | Butarque               | 11 454 | Joma        |                                           | 5 patrocinadoresGoldenPark.es Sambil Outlet Madrid Ayuntamiento de Leganés BeSoccer Elephone |
| Deportivo Alavés       | Vitoria               | Abelardo Fernández      | Mendizorroza           | 19 840 | Kelme       | LEA                                       | Visit Araba/Álava, Euskaltel                                                                 |
| Deportivo de La Coruña | La Coruña             | Clarence Seedorf        | Abanca-Riazor          | 34 600 | Macron      | Estrella Galicia 0,0                      | Abanca, Luckia                                                                               |
| F. C. Barcelona        | Barcelona             | Ernesto Valverde        | Camp Nou               | 99 354 | Nike        | Rakuten                                   | Unicef, Beko                                                                                 |
| Getafe C. F.           | Getafe                | José Bordalás           | Alfonso Pérez          | 17 393 | Joma        | Tecnocasa Group                           |                                                                                              |
| Girona F. C.           | Gerona                | Pablo Machín            | Montilivi              | 13 286 | Umbro       |                                           | StarCasino, Costa Brava-Pirineu                                                              |
| Levante U.D.           | Valencia              | Paco López              | Ciudad de Valencia     | 25 354 | Macron      | Jawwy                                     |                                                                                              |
| Málaga C. F.           | Málaga                | José González           | La Rosaleda            | 30 044 | Nike        | Marathonbet                               | Benahavís, BeSoccer                                                                          |
| R. C. Celta de Vigo    | Vigo                  | Juan Carlos Unzué       | Balaídos               | 29 000 | Adidas      | Estrella Galicia 0,0                      | Abanca, Luckia                                                                               |
| R. C. D. Espanyol      | Cornellá de Llobregat | David Gallego           | RCDE Stadium           | 40 500 | Joma        | Rastar Group                              | Riviera Maya, InnJoo                                                                         |
| Real Betis Balompié    | Sevilla               | Quique Setién           | Benito Villamarín      | 60 720 | Adidas      | Green Earth                               | Wiko, Reale Seguros                                                                          |
| Real Madrid C. F.      | Madrid                | Zinedine Zidane         | Santiago Bernabéu      | 81 044 | Adidas      | Emirates                                  |                                                                                              |
| Real Sociedad          | San Sebastián         | Imanol Alguacil         | Anoeta                 | 26 000 | Adidas      | Euskaltel                                 | Kutxabank, Reale Seguros                                                                     |
| S. D. Eibar            | Éibar                 | José Luis Mendilibar    | Ipurúa                 | 7 083  | Puma        | AVIA                                      | Wiko                                                                                         |
| Sevilla F. C.          | Sevilla               | Joaquín Caparrós        | Ramón Sánchez-Pizjuán  | 42 714 | New Balance | PlayWSOP.com                              |                                                                                              |
| U. D. Las Palmas       | Las Palmas            | Paco Jémez              | Gran Canaria           | 32 392 | Acerbis     | Gran Canaria                              | 5 patrocinadoresKalise IOC Islas Canarias DISA beCordial                                     |
| Valencia C. F.         | Valencia              | Marcelino García Toral  | Mestalla               | 54 000 | Adidas      | Blu Products                              | Bein Sports, Alfa Romeo                                                                      |
| Villarreal C. F.       | Villarreal            | Javier Calleja          | Estadio de la Cerámica | 25 000 | Joma        | Pamesa Cerámica                           |                                                                                              |

| Equipo           | Entrenador (jornadas)                                                                      |
| ---------------- | ------------------------------------------------------------------------------------------ |
| Deportivo Alavés | Luis Zubeldía (1-4) Javier Cabello (5-6) Gianni De Biasi (7-13) Abelardo Fernández (14-38) |
| U. D. Las Palmas | Manolo Márquez (1-6) Pako Ayestarán (7-13) Paquito Ortiz (14-17) Paco Jémez (18-38)        |
| Sevilla F. C.    | Eduardo Berizzo (1-17) Vincenzo Montella (18-35) Joaquín Caparrós (36-38)                  |
| Real Sociedad    | Eusebio Sacristán (1-29) Imanol Alguacil (30-38)                                           |

| Equipo                 | Entrenador (jornadas)                                             |
| ---------------------- | ----------------------------------------------------------------- |
| Villarreal C. F.       | Fran Escribá (1-6) Javier Calleja (7-38)                          |
| Deportivo de La Coruña | Pepe Mel (1-9) Cristóbal Parralo (10-22) Clarence Seedorf (23-38) |
| Málaga C. F.           | Míchel González (1-19) José González (20-38)                      |
| Levante U. D.          | Juan Ramón López Muñiz (1-27) Paco López (28-38)                  |
| R. C. D. Espanyol      | Quique Sánchez Flores (1-33) David Gallego (34-38)                |

| Equipo           | Entrenador (jornadas)                                                                      |
| ---------------- | ------------------------------------------------------------------------------------------ |
| Deportivo Alavés | Luis Zubeldía (1-4) Javier Cabello (5-6) Gianni De Biasi (7-13) Abelardo Fernández (14-38) |
| U. D. Las Palmas | Manolo Márquez (1-6) Pako Ayestarán (7-13) Paquito Ortiz (14-17) Paco Jémez (18-38)        |
| Sevilla F. C.    | Eduardo Berizzo (1-17) Vincenzo Montella (18-35) Joaquín Caparrós (36-38)                  |
| Real Sociedad    | Eusebio Sacristán (1-29) Imanol Alguacil (30-38)                                           |

| Equipo                 | Entrenador (jornadas)                                             |
| ---------------------- | ----------------------------------------------------------------- |
| Villarreal C. F.       | Fran Escribá (1-6) Javier Calleja (7-38)                          |
| Deportivo de La Coruña | Pepe Mel (1-9) Cristóbal Parralo (10-22) Clarence Seedorf (23-38) |
| Málaga C. F.           | Míchel González (1-19) José González (20-38)                      |
| Levante U. D.          | Juan Ramón López Muñiz (1-27) Paco López (28-38)                  |
| R. C. D. Espanyol      | Quique Sánchez Flores (1-33) David Gallego (34-38)                |

## Justicia deportiva
Los árbitros de cada partido serán designados por una comisión creada para tal objetivo e integrada por representantes de la LFP, la RFEF y el CTA. En la temporada 2017-18, los colegiados de la categoría son los siguientes (se muestra entre paréntesis su antigüedad en la categoría) y el año desde su nombramiento como árbitro internacional en caso de que proceda, siendo estos un total de diez, más que ninguna otra federación.
- Javier Alberola Rojas (1) - debutante
- Alfonso Javier Álvarez Izquierdo (12)
- Ricardo de Burgos Bengoetxea (3) (árbitro FIFA) (2018)
- Carlos del Cerro Grande (7) (árbitro FIFA) (2013)
- Xavier Estrada Fernández (9) (árbitro FIFA) (2013)
- David Fernández Borbalán (14) (árbitro FIFA) (2013)
- Jesús Gil Manzano (6) (árbitro FIFA) (2014)
- José Luis González González (9)
- Pablo González Fuertes (1) - debutante
- Alejandro Hernández Hernández (5) (árbitro FIFA) (2014)
- Ignacio Iglesias Villanueva (8)
- Santiago Jaime Latre (4)
- Juan Martínez Munuera (5) (árbitro FIFA) (2015)
- Antonio Miguel Mateu Lahoz (10) (árbitro FIFA) (2011)
- David Medié Jiménez (1) - debutante
- Mario Melero López (4)
- José Luis Munuera Montero (2)
- José María Sánchez Martínez (3) (árbitro FIFA) (2017)
- Daniel Jesús Trujillo Suárez (2)
- Alberto Undiano Mallenco (18) (árbitro FIFA) (2004)

## Desarrollo
El 18 de agosto de 2017 comenzó la 87.ª edición del campeonato con el partido entre el Club Deportivo Leganés y el Deportivo Alavés que finalizó con victoria local por 1-0 merced al gol de Gabriel Pires, primer goleador de esta edición. Un día después el Girona Fútbol Club jugó el primer partido de su historia en la máxima categoría, jugado frente al Atlético de Madrid y que finalizó con un empate a dos goles. En cuanto a los encuentros con más goles, en la jornada 8 se registró el resultado con más goles en la victoria por 3-6 del Valencia Club de Fútbol frente al Real Betis Balompié —nueve tantos—, mientas que las mayores goleadas como local correspondieron al 6-0 de la jornada 19 del Girona Fútbol Club sobre la Unión Deportiva Las Palmas, igualado con el 7-1 de la jornada 20 del Real Madrid sobre el Real Club Deportivo de La Coruña y el 6-0 de la jornada 37 del Real Madrid sobre Real Club Celta de Vigo. Las mayores goleadas como visitante correspondieron a la victoria por 0-5 del Club Atlético de Madrid ante el Levante Unión Deportiva de la jornada 13, igualado también con el 0-5 de la jornada 20 del Fútbol Club Barcelona ante el Real Betis Balompié.

### Clasificación
| Pos. | Equipo                     | Pts. | PJ | G  | E  | P  | GF | GC | Dif. | Clasificación |
| ---- | -------------------------- | ---- | -- | -- | -- | -- | -- | -- | ---- | ------------- |
| 1    | F. C. Barcelona (C)        | 93   | 38 | 28 | 9  | 1  | 99 | 29 | +70  |               |
| 2    | Atletico de Madrid         | 79   | 38 | 23 | 10 | 5  | 58 | 22 | +36  |               |
| 3    | Real Madrid C. F.          | 76   | 38 | 22 | 10 | 6  | 94 | 44 | +50  |               |
| 4    | Valencia C. F.             | 73   | 38 | 22 | 7  | 9  | 65 | 38 | +27  |               |
| 5    | Villarreal C. F.           | 61   | 38 | 18 | 7  | 13 | 57 | 50 | +7   |               |
| 6    | Real Betis Balompié        | 60   | 38 | 18 | 6  | 14 | 60 | 61 | −1   |               |
| 7    | Sevilla F. C.              | 58   | 38 | 17 | 7  | 14 | 49 | 58 | −9   |               |
| 8    | Getafe C. F.               | 55   | 38 | 15 | 10 | 13 | 42 | 33 | +9   |               |
| 9    | S. D. Eibar                | 51   | 38 | 14 | 9  | 15 | 44 | 50 | −6   |               |
| 10   | Girona F. C.               | 51   | 38 | 14 | 9  | 15 | 50 | 59 | −9   |               |
| 11   | R. C. D. Espanyol          | 49   | 38 | 12 | 13 | 13 | 36 | 42 | −6   |               |
| 12   | Real Sociedad              | 49   | 38 | 14 | 7  | 17 | 66 | 59 | +7   |               |
| 13   | Celta de Vigo              | 49   | 38 | 13 | 10 | 15 | 59 | 60 | −1   |               |
| 14   | Deportivo Alavés           | 47   | 38 | 15 | 2  | 21 | 40 | 50 | −10  |               |
| 15   | Levante U. D.              | 46   | 38 | 11 | 13 | 14 | 44 | 58 | −14  |               |
| 16   | Athletic Club              | 43   | 38 | 10 | 13 | 15 | 41 | 49 | −8   |               |
| 17   | C. D. Leganés              | 43   | 38 | 12 | 7  | 19 | 34 | 51 | −17  |               |
| 18   | Deportivo de La Coruña (D) | 29   | 38 | 6  | 11 | 21 | 38 | 76 | −38  |               |
| 19   | U. D. Las Palmas (D)       | 22   | 38 | 5  | 7  | 26 | 24 | 74 | −50  |               |
| 20   | Málaga C. F. (D)           | 20   | 38 | 5  | 5  | 28 | 24 | 61 | −37  |               |

 Fuente: Página oficial de la competición
Notas:
1. ↑  El Sevilla se clasificó a la Liga Europa de la UEFA 2018-19, ya que el campeón de la Copa del Rey 2017-18, el Barcelona, se clasificó a la Liga de Campeones de la UEFA 2018-19.

|  | Clasificado para la fase de grupos de la Liga de Campeones de la UEFA 2018-19.                 |
|  | Clasificado para la cuarta ronda previa (play-off) de la Liga de Campeones de la UEFA 2018-19. |
|  | Clasificado para la fase de grupos de la Liga Europa de la UEFA 2018-19.                       |
|  | Clasificado para la tercera ronda previa de la Liga Europa de la UEFA 2018-19.                 |
|  | Descendido a la Segunda División de España 2018-19                                             |

|                         |
|                         |
| Campeón F. C. Barcelona |
| 25.º título             |

### Evolución de la clasificación
| Jornada / Equipo | 1  | 2  | 3  | 4  | 5  | 6  | 7  | 8  | 9  | 10 | 11 | 12 | 13 | 14 | 15 | 16 | 17 | 18 | 19 | 20 | 21 | 22 | 23 | 24 | 25 | 26 | 27 | 28 | 29 | 30 | 31 | 32 | 33 | 34 | 35 | 36 | 37 | 38 |
| Jornada / Equipo |    |    |    |    |    |    |    |    |    |    |    |    |    |    |    |    |    |    |    |    |    |    |    |    |    |    |    |    |    |    |    |    |    |    |    |    |    |    |
| ---------------- | -- | -- | -- | -- | -- | -- | -- | -- | -- | -- | -- | -- | -- | -- | -- | -- | -- | -- | -- | -- | -- | -- | -- | -- | -- | -- | -- | -- | -- | -- | -- | -- | -- | -- | -- | -- | -- | -- |
| Barcelona        | 2  | 2  | 1  | 1  | 1  | 1  | 1  | 1  | 1  | 1  | 1  | 1  | 1  | 1  | 1  | 1  | 1  | 1  | 1  | 1  | 1  | 1  | 1  | 1  | 1  | 1  | 1  | 1  | 1  | 1  | 1  | 1  | 1  | 1  | 1  | 1  | 1  | 1  |
| Atlético         | 8  | 4  | 6  | 5  | 3  | 2  | 4  | 4  | 4  | 4  | 4  | 4  | 3  | 3  | 3  | 2  | 2  | 2  | 2  | 2  | 2  | 2  | 2  | 2  | 2  | 2  | 2  | 2  | 2  | 2  | 2  | 2  | 2  | 2  | 2  | 2  | 2  | 2  |
| R.Madrid         | 1  | 5  | 7  | 4  | 8  | 6  | 5  | 3  | 3  | 3  | 3  | 3  | 4  | 4  | 4  | 4  | 4  | 4  | 4  | 4  | 4  | 4  | 4  | 4  | 3  | 3  | 3  | 3  | 3  | 3  | 4  | 3  | 3  | 3  | 3  | 3  | 3  | 3  |
| Valencia         | 7  | 8  | 9  | 9  | 4  | 4  | 3  | 2  | 2  | 2  | 2  | 2  | 2  | 2  | 2  | 3  | 3  | 3  | 3  | 3  | 3  | 3  | 3  | 3  | 4  | 4  | 4  | 4  | 4  | 4  | 3  | 4  | 4  | 4  | 4  | 4  | 4  | 4  |
| Villarreal       | 18 | 19 | 13 | 7  | 9  | 14 | 9  | 8  | 6  | 6  | 5  | 6  | 6  | 6  | 6  | 6  | 6  | 6  | 5  | 5  | 5  | 5  | 5  | 6  | 5  | 6  | 6  | 6  | 5  | 5  | 6  | 6  | 6  | 6  | 6  | 6  | 5  | 5  |
| Betis            | 19 | 12 | 15 | 12 | 7  | 5  | 6  | 9  | 7  | 8  | 8  | 9  | 8  | 11 | 12 | 8  | 14 | 10 | 7  | 11 | 13 | 10 | 8  | 10 | 7  | 9  | 10 | 8  | 8  | 6  | 5  | 5  | 5  | 5  | 5  | 5  | 6  | 6  |
| Sevilla          | 11 | 9  | 3  | 2  | 2  | 3  | 2  | 5  | 8  | 5  | 6  | 5  | 5  | 5  | 5  | 5  | 5  | 5  | 6  | 6  | 6  | 6  | 6  | 5  | 6  | 5  | 5  | 5  | 6  | 7  | 7  | 7  | 7  | 7  | 8  | 7  | 7  | 7  |
| Getafe           | 13 | 14 | 10 | 14 | 14 | 10 | 12 | 14 | 14 | 11 | 12 | 10 | 12 | 8  | 7  | 10 | 8  | 11 | 9  | 9  | 9  | 11 | 11 | 9  | 11 | 10 | 11 | 11 | 9  | 11 | 12 | 10 | 9  | 8  | 7  | 8  | 8  | 8  |
| Eibar            | 4  | 11 | 16 | 13 | 13 | 16 | 18 | 16 | 17 | 17 | 17 | 17 | 15 | 13 | 13 | 9  | 7  | 7  | 8  | 8  | 8  | 7  | 7  | 7  | 9  | 7  | 8  | 9  | 11 | 10 | 10 | 12 | 12 | 12 | 12 | 10 | 9  | 9  |
| Girona           | 9  | 6  | 11 | 15 | 15 | 17 | 16 | 17 | 15 | 13 | 10 | 11 | 10 | 12 | 9  | 7  | 10 | 13 | 10 | 10 | 10 | 9  | 10 | 8  | 10 | 8  | 7  | 7  | 7  | 8  | 8  | 8  | 8  | 9  | 9  | 9  | 11 | 10 |
| Espanyol         | 10 | 13 | 18 | 16 | 16 | 12 | 14 | 13 | 13 | 10 | 13 | 14 | 13 | 15 | 16 | 16 | 15 | 14 | 14 | 14 | 14 | 15 | 15 | 16 | 15 | 13 | 15 | 13 | 14 | 14 | 15 | 16 | 16 | 16 | 15 | 15 | 14 | 11 |
| R.Sociedad       | 3  | 1  | 2  | 3  | 6  | 8  | 8  | 7  | 9  | 9  | 7  | 7  | 7  | 9  | 10 | 11 | 9  | 12 | 15 | 15 | 15 | 14 | 14 | 12 | 14 | 15 | 12 | 14 | 15 | 15 | 13 | 11 | 11 | 11 | 10 | 11 | 10 | 12 |
| Celta            | 14 | 16 | 12 | 17 | 17 | 13 | 11 | 10 | 10 | 14 | 11 | 13 | 9  | 10 | 11 | 13 | 11 | 15 | 11 | 7  | 7  | 8  | 9  | 11 | 8  | 11 | 9  | 10 | 10 | 9  | 9  | 9  | 10 | 10 | 11 | 12 | 13 | 13 |
| Alavés           | 15 | 18 | 20 | 20 | 19 | 20 | 19 | 19 | 19 | 20 | 18 | 19 | 20 | 19 | 18 | 18 | 17 | 18 | 17 | 16 | 17 | 16 | 16 | 15 | 16 | 14 | 16 | 16 | 16 | 16 | 16 | 15 | 15 | 13 | 13 | 13 | 12 | 14 |
| Levante          | 6  | 7  | 8  | 8  | 5  | 9  | 10 | 12 | 12 | 12 | 14 | 12 | 14 | 14 | 15 | 15 | 16 | 16 | 16 | 17 | 16 | 17 | 17 | 17 | 17 | 17 | 17 | 17 | 17 | 17 | 17 | 17 | 17 | 17 | 17 | 16 | 15 | 15 |
| Athletic         | 12 | 10 | 4  | 6  | 10 | 11 | 13 | 11 | 11 | 15 | 15 | 15 | 16 | 16 | 14 | 14 | 12 | 8  | 12 | 12 | 12 | 13 | 13 | 14 | 12 | 12 | 14 | 12 | 13 | 12 | 11 | 13 | 13 | 14 | 14 | 14 | 16 | 16 |
| Leganés          | 5  | 3  | 5  | 10 | 11 | 7  | 7  | 6  | 5  | 7  | 9  | 8  | 11 | 7  | 8  | 12 | 13 | 9  | 13 | 13 | 12 | 12 | 12 | 13 | 13 | 16 | 13 | 15 | 12 | 13 | 14 | 14 | 14 | 15 | 16 | 17 | 17 | 17 |
| Deportivo        | 20 | 15 | 17 | 18 | 18 | 18 | 15 | 15 | 16 | 16 | 16 | 16 | 17 | 17 | 17 | 17 | 18 | 17 | 18 | 18 | 18 | 18 | 19 | 19 | 19 | 19 | 19 | 19 | 19 | 19 | 18 | 18 | 18 | 18 | 18 | 18 | 18 | 18 |
| Las Palmas       | 16 | 20 | 14 | 11 | 12 | 15 | 17 | 18 | 18 | 18 | 19 | 20 | 19 | 18 | 20 | 20 | 20 | 20 | 20 | 19 | 19 | 19 | 18 | 18 | 18 | 18 | 18 | 18 | 18 | 18 | 19 | 19 | 19 | 19 | 19 | 19 | 19 | 19 |
| Málaga           | 17 | 17 | 19 | 19 | 20 | 19 | 20 | 20 | 20 | 19 | 20 | 18 | 18 | 20 | 19 | 19 | 19 | 19 | 19 | 20 | 20 | 20 | 20 | 20 | 20 | 20 | 20 | 20 | 20 | 20 | 20 | 20 | 20 | 20 | 20 | 20 | 20 | 20 |

### Resultados
| C. D. Leganés                | 1 – 0 | Deportivo Alavés   | Butarque           | 18 de agosto | 20:15 | 9231   | Munuera Montero     | 1 | 0 |
| Valencia C. F.               | 1 – 0 | U. D. Las Palmas   | Mestalla           | 18 de agosto | 22:15 | 36.019 | Gil Manzano         | 6 | 1 |
| R. C. Celta de Vigo          | 2 – 3 | Real Sociedad      | Balaídos           | 19 de agosto | 18:15 | 16.207 | Mateu Lahoz         | 4 | 0 |
| Girona F. C.                 | 2 – 2 | Atlético de Madrid | Montilivi          | 19 de agosto | 20:15 | 11.342 | Martínez Munuera    | 6 | 1 |
| Sevilla F. C.                | 1 – 1 | R. C. D. Espanyol  | Sánchez Pizjuán    | 19 de agosto | 22:15 | 30.506 | Hernández Hernández | 6 | 1 |
| Athletic Club                | 0 – 0 | Getafe C. F.       | San Mamés          | 20 de agosto | 18:15 | 38.110 | Melero López        | 4 | 1 |
| F. C. Barcelona              | 2 – 0 | Real Betis         | Camp Nou           | 20 de agosto | 20:15 | 54.560 | Trujillo Suárez     | 3 | 0 |
| R. C. Deportivo de La Coruña | 0 – 3 | Real Madrid C. F.  | Abanca Riazor      | 20 de agosto | 22:15 | 27.801 | González González   | 6 | 1 |
| Levante U. D.                | 1 – 0 | Villarreal C. F.   | Ciudad de València | 21 de agosto | 20:15 | 12.942 | Álvarez Izquierdo   | 4 | 0 |
| Málaga C. F.                 | 0 – 1 | S. D. Eibar        | La Rosaleda        | 21 de agosto | 22:00 | 24.838 | Medié Jiménez       | 5 | 0 |

| Real Sociedad     | 3 – 0 | Villarreal C. F.             | Anoeta             | 25 de agosto | 20:15 | 19.792 | Estrada Fernández    | 4 | 0 |
| Real Betis        | 2 – 1 | R. C. Celta de Vigo          | Villamarín         | 25 de agosto | 22:00 | 43.801 | De Burgos Bengoetxea | 4 | 0 |
| Deportivo Alavés  | 0 – 2 | F. C. Barcelona              | Mendizorroza       | 26 de agosto | 18:15 | 14.932 | Del Cerro Grande     | 5 | 0 |
| Girona F. C.      | 1 – 0 | Málaga C. F.                 | Montilivi          | 26 de agosto | 20:15 | 9748   | Jaime Latre          | 7 | 0 |
| Levante U. D.     | 2 – 2 | R. C. Deportivo de La Coruña | Ciudad de València | 26 de agosto | 20:15 | 16.345 | Alberola Rojas       | 4 | 0 |
| U. D. Las Palmas  | 1 – 5 | Atlético de Madrid           | Gran Canaria       | 26 de agosto | 22:15 | 20.310 | Iglesias Villanueva  | 5 | 0 |
| S. D. Eibar       | 0 – 1 | Athletic Club                | Ipurúa             | 27 de agosto | 18:15 | 5948   | Sánchez Martínez     | 4 | 0 |
| R. C. D. Espanyol | 0 – 1 | C. D. Leganés                | RCDE Stadium       | 27 de agosto | 18:15 | 17.895 | González Fuertes     | 6 | 0 |
| Getafe C. F.      | 0 – 1 | Sevilla F. C.                | Alfonso Pérez      | 27 de agosto | 20:15 | 9427   | Undiano Mallenco     | 1 | 0 |
| Real Madrid C. F. | 2 – 2 | Valencia C. F.               | Bernabéu           | 27 de agosto | 22:15 | 61.739 | Fernández Borbalán   | 8 | 0 |

| C. D. Leganés                | 1 – 2 | Getafe C. F.       | Butarque        | 8 de septiembre  | 21:00 | 11.454 | Álvarez Izquierdo   | 3  | 0 |
| Real Madrid C. F.            | 1 – 1 | Levante U. D.      | Bernabéu        | 9 de septiembre  | 13:00 | 67.789 | Hernández Hernández | 5  | 1 |
| Valencia C. F.               | 0 – 0 | Atlético de Madrid | Mestalla        | 9 de septiembre  | 16:15 | 43.859 | González González   | 1  | 0 |
| Sevilla F. C.                | 3 – 0 | S. D. Eibar        | Sánchez Pizjuán | 9 de septiembre  | 18:30 | 32.469 | Mateu Lahoz         | 2  | 0 |
| F. C. Barcelona              | 5 – 0 | R. C. D. Espanyol  | Camp Nou        | 9 de septiembre  | 20:45 | 72.857 | Gil Manzano         | 6  | 0 |
| R. C. Deportivo de La Coruña | 2 – 4 | Real Sociedad      | Abanca Riazor   | 10 de septiembre | 12:00 | 21.942 | Munuera Montero     | 4  | 0 |
| Athletic Club                | 2 – 0 | Girona F. C.       | San Mamés       | 10 de septiembre | 16:15 | 39.952 | Trujillo Suárez     | 10 | 0 |
| R. C. Celta de Vigo          | 1 – 0 | Deportivo Alavés   | Balaídos        | 10 de septiembre | 18:30 | 17.108 | Melero López        | 8  | 0 |
| Villarreal C. F.             | 3 – 1 | Real Betis         | La Cerámica     | 10 de septiembre | 20:45 | 18.638 | Medié Jiménez       | 3  | 0 |
| Málaga C. F.                 | 1 – 3 | U. D. Las Palmas   | La Rosaleda     | 11 de septiembre | 21:00 | 22.697 | Estrada Fernández   | 6  | 0 |

| S. D. Eibar        | 1 – 0 | C. D. Leganés                | Ipurúa              | 15 de septiembre | 21:00 | 4967   | Martínez Munuera     | 7 | 0 |
| Levante U. D.      | 1 – 1 | Valencia C. F.               | Ciudad de València  | 16 de septiembre | 13:00 | 21.770 | Del Cerro Grande     | 3 | 0 |
| Getafe C. F.       | 1 – 2 | F. C. Barcelona              | Alfonso Pérez       | 16 de septiembre | 16:15 | 14.922 | Fernández Borbalán   | 6 | 0 |
| Real Betis         | 2 – 1 | R. C. Deportivo de La Coruña | Villamarín          | 16 de septiembre | 18:30 | 46.267 | Undiano Mallenco     | 5 | 0 |
| Atlético de Madrid | 1 – 0 | Málaga C. F.                 | Wanda Metropolitano | 16 de septiembre | 20:45 | 62.906 | Sánchez Martínez     | 5 | 0 |
| Deportivo Alavés   | 0 – 3 | Villarreal C. F.             | Mendizorroza        | 17 de septiembre | 12:00 | 13.887 | Jaime Latre          | 4 | 0 |
| Girona F. C.       | 0 – 1 | Sevilla F. C.                | Montilivi           | 17 de septiembre | 16:15 | 10.872 | De Burgos Bengoetxea | 7 | 0 |
| U. D. Las Palmas   | 1 – 0 | Athletic Club                | Gran Canaria        | 17 de septiembre | 18:30 | 19.149 | González Fuertes     | 5 | 0 |
| Real Sociedad      | 1 – 3 | Real Madrid C. F.            | Anoeta              | 17 de septiembre | 20:45 | 24.675 | Iglesias Villanueva  | 5 | 0 |
| R. C. D. Espanyol  | 2 – 1 | R. C. Celta de Vigo          | RCDE Stadium        | 18 de septiembre | 21:00 | 14.853 | Alberola Rojas       | 5 | 0 |

| Valencia C. F.               | 5 – 0 | Málaga C. F.       | Mestalla           | 19 de septiembre | 20:00 | 36.215 | Álvarez Izquierdo   | 1 | 0 |
| F. C. Barcelona              | 6 – 1 | S. D. Eibar        | Camp Nou           | 19 de septiembre | 22:00 | 51.645 | Hernández Hernández | 2 | 0 |
| Athletic Club                | 1 – 2 | Atlético de Madrid | San Mamés          | 20 de septiembre | 20:00 | 43.381 | Estrada Fernández   | 2 | 0 |
| C. D. Leganés                | 0 – 0 | Girona F. C.       | Butarque           | 20 de septiembre | 20:00 | 9781   | Melero López        | 5 | 0 |
| R. C. Deportivo de La Coruña | 1 – 0 | Deportivo Alavés   | Abanca Riazor      | 20 de septiembre | 21:00 | 15.518 | Medié Jiménez       | 2 | 0 |
| Sevilla F. C.                | 1 – 0 | U. D. Las Palmas   | Sánchez Pizjuán    | 20 de septiembre | 22:00 | 35.317 | González González   | 4 | 0 |
| Real Madrid C. F.            | 0 – 1 | Real Betis         | Bernabéu           | 20 de septiembre | 22:00 | 65.102 | Mateu Lahoz         | 3 | 0 |
| Villarreal C. F.             | 0 – 0 | R. C. D. Espanyol  | La Cerámica        | 21 de septiembre | 20:00 | 17.094 | Munuera Montero     | 7 | 0 |
| R. C. Celta de Vigo          | 1 – 1 | Getafe C. F.       | Balaídos           | 21 de septiembre | 21:00 | 15.068 | Trujillo Suárez     | 6 | 0 |
| Levante U. D.                | 3 – 0 | Real Sociedad      | Ciudad de València | 21 de septiembre | 22:00 | 17.632 | Gil Manzano         | 3 | 0 |

| Atlético de Madrid | 2 – 0 | Sevilla F. C.                | Wanda Metropolitano | 23 de septiembre | 13:00 | 60.823 | Martínez Munuera     | 7 | 0 |
| Deportivo Alavés   | 1 – 2 | Real Madrid C. F.            | Mendizorroza        | 23 de septiembre | 16:15 | 19.559 | Undiano Mallenco     | 7 | 0 |
| Málaga C. F.       | 3 – 3 | Athletic Club                | La Rosaleda         | 23 de septiembre | 18:30 | 23.423 | Del Cerro Grande     | 8 | 0 |
| Girona F. C.       | 0 – 3 | F. C. Barcelona              | Montilivi           | 23 de septiembre | 20:45 | 13.305 | Sánchez Martínez     | 3 | 0 |
| R. C. D. Espanyol  | 4 – 1 | R. C. Deportivo de La Coruña | RCDE Stadium        | 24 de septiembre | 12:00 | 19.585 | De Burgos Bengoetxea | 3 | 0 |
| Getafe C. F.       | 4 – 0 | Villarreal C. F.             | Alfonso Pérez       | 24 de septiembre | 16:15 | 10.874 | Iglesias Villanueva  | 5 | 0 |
| U. D. Las Palmas   | 0 – 2 | C. D. Leganés                | Gran Canaria        | 24 de septiembre | 18:30 | 17.560 | Alberola Rojas       | 4 | 0 |
| S. D. Eibar        | 0 – 4 | R. C. Celta de Vigo          | Ipurúa              | 24 de septiembre | 18:30 | 5345   | Fernández Borbalán   | 3 | 0 |
| Real Sociedad      | 2 – 3 | Valencia C. F.               | Anoeta              | 24 de septiembre | 20:45 | 20.266 | Jaime Latre          | 8 | 0 |
| Real Betis         | 4 – 0 | Levante U. D.                | Villamarín          | 25 de septiembre | 21:00 | 48.237 | González Fuertes     | 1 | 0 |

| R. C. Celta de Vigo          | 3 – 3 | Girona F. C.       | Balaídos           | 29 de septiembre | 21:00 | 16.126 | González Fuertes    | 7 | 0 |
| R. C. Deportivo de La Coruña | 2 – 1 | Getafe C. F.       | Abanca Riazor      | 30 de septiembre | 13:00 | 19.329 | Estrada Fernández   | 9 | 0 |
| Sevilla F. C.                | 2 – 0 | Málaga C. F.       | Sánchez Pizjuán    | 30 de septiembre | 16:15 | 34.430 | Trujillo Suárez     | 3 | 0 |
| Levante U. D.                | 0 – 2 | Deportivo Alavés   | Ciudad de Valencia | 30 de septiembre | 18:30 | 18.528 | Fernández Borbalán  | 6 | 0 |
| C. D. Leganés                | 0 – 0 | Atlético de Madrid | Butarque           | 30 de septiembre | 20:45 | 11.454 | Gil Manzano         | 3 | 0 |
| Real Sociedad                | 4 – 4 | Real Betis         | Anoeta             | 1 de octubre     | 12:00 | 19.669 | Álvarez Izquierdo   | 6 | 0 |
| F. C. Barcelona              | 3 – 0 | U. D. Las Palmas   | Camp Nou           | 1 de octubre     | 16:15 | 0      | Munuera Montero     | 6 | 0 |
| Valencia C. F.               | 3 – 2 | Athletic Club      | Mestalla           | 1 de octubre     | 18:30 | 42.070 | Hernández Hernández | 7 | 0 |
| Villarreal C. F.             | 3 – 0 | S. D. Eibar        | La Cerámica        | 1 de octubre     | 18:30 | 17.090 | Melero López        | 3 | 0 |
| Real Madrid C. F.            | 2 – 0 | R. C. D. Espanyol  | Bernabéu           | 1 de octubre     | 20:45 | 71.205 | González González   | 4 | 0 |

| R. C. D. Espanyol  | 0 – 0 | Levante U. D.                | RCDE Stadium        | 13 de octubre | 21:00 | 19.365 | Undiano Mallenco    | 5 | 0 |
| Athletic Club      | 1 – 0 | Sevilla F. C.                | San Mamés           | 14 de octubre | 13:00 | 40.197 | Iglesias Villanueva | 9 | 0 |
| Getafe C. F.       | 1 – 2 | Real Madrid C. F.            | Alfonso Pérez       | 14 de octubre | 16:15 | 15.350 | Martínez Munuera    | 5 | 0 |
| Deportivo Alavés   | 0 – 2 | Real Sociedad                | Mendizorroza        | 14 de octubre | 18:30 | 19.840 | Alberola Rojas      | 2 | 0 |
| Atlético de Madrid | 1 – 1 | F. C. Barcelona              | Wanda Metropolitano | 14 de octubre | 20:45 | 64.393 | Mateu Lahoz         | 5 | 0 |
| S. D. Eibar        | 0 – 0 | R. C. Deportivo de La Coruña | Ipurúa              | 15 de octubre | 12:00 | 5125   | Jaime Latre         | 4 | 0 |
| Girona F. C.       | 1 – 2 | Villarreal C. F.             | Montilivi           | 15 de octubre | 16:15 | 9935   | Del Cerro Grande    | 7 | 0 |
| Málaga C. F.       | 0 – 2 | C. D. Leganés                | La Rosaleda         | 15 de octubre | 18:30 | 23.951 | González González   | 6 | 0 |
| Real Betis         | 3 – 6 | Valencia C. F.               | Villamarín          | 15 de octubre | 20:45 | 48.792 | Sánchez Martínez    | 5 | 0 |
| U. D. Las Palmas   | 2 – 5 | R. C. Celta de Vigo          | Gran Canaria        | 16 de octubre | 21:00 | 15.799 | Medié Jiménez       | 3 | 1 |

| Levante U. D.                | 1 – 1 | Getafe C. F.       | Ciudad de Valencia | 21 de octubre | 13:00 | 18.064 | De Burgos Bengoetxea | 4  | 0 |
| Real Betis                   | 2 – 0 | Deportivo Alavés   | Villamarín         | 21 de octubre | 16:15 | 49.243 | Trujillo Suárez      | 4  | 0 |
| Valencia C. F.               | 4 – 0 | Sevilla F. C.      | Mestalla           | 21 de octubre | 18:30 | 44.307 | Estrada Fernández    | 6  | 0 |
| F. C. Barcelona              | 2 – 0 | Málaga C. F.       | Camp Nou           | 21 de octubre | 20:45 | 74.397 | González Fuertes     | 5  | 0 |
| Villarreal C. F.             | 4 – 0 | U. D. Las Palmas   | La Cerámica        | 22 de octubre | 12:00 | 16.606 | Fernández Borbalán   | 6  | 0 |
| R. C. Celta de Vigo          | 0 – 1 | Atlético de Madrid | Balaídos           | 22 de octubre | 16:15 | 12.978 | Munuera Montero      | 8  | 0 |
| C. D. Leganés                | 1 – 0 | Athletic Club      | Butarque           | 22 de octubre | 18:30 | 11.454 | Mateu Lahoz          | 7  | 0 |
| Real Madrid C. F.            | 3 – 0 | S. D. Eibar        | Bernabéu           | 22 de octubre | 20:45 | 66.781 | Álvarez Izquierdo    | 2  | 0 |
| Real Sociedad                | 1 – 1 | R. C. D. Espanyol  | Anoeta             | 23 de octubre | 20:00 | 18.515 | Melero López         | 8  | 0 |
| R. C. Deportivo de La Coruña | 1 – 2 | Girona F. C.       | Abanca Riazor      | 23 de octubre | 21:00 | 17.463 | Gil Manzano          | 11 | 0 |

| Deportivo Alavés   | 1 – 2 | Valencia C. F.               | Mendizorroza        | 28 de octubre | 13:00 | 18.638 | González González   | 6 | 0 |
| Atlético de Madrid | 1 – 1 | Villarreal C. F.             | Wanda Metropolitano | 28 de octubre | 18:30 | 61.421 | Undiano Mallenco    | 4 | 0 |
| Athletic Club      | 0 – 2 | F. C. Barcelona              | San Mamés           | 28 de octubre | 20:45 | 43.570 | Martínez Munuera    | 5 | 0 |
| Sevilla F. C.      | 2 – 1 | C. D. Leganés                | Sánchez Pizjuán     | 28 de octubre | 22:30 | 32.097 | Medié Jiménez       | 3 | 0 |
| Getafe C. F.       | 2 – 1 | Real Sociedad                | Alfonso Pérez       | 29 de octubre | 12:00 | 11.010 | Sánchez Martínez    | 5 | 0 |
| Girona F. C.       | 2 – 1 | Real Madrid                  | Montilivi           | 29 de octubre | 16:15 | 13.382 | Hernández Hernández | 3 | 0 |
| S. D. Eibar        | 2 – 2 | Levante U. D.                | Ipurúa              | 29 de octubre | 18:30 | 5131   | Alberola Rojas      | 4 | 0 |
| Málaga C. F.       | 2 – 1 | R. C. Celta de Vigo          | La Rosaleda         | 29 de octubre | 20:45 | 19.541 | Jaime Latre         | 5 | 0 |
| U. D. Las Palmas   | 1 – 3 | R. C. Deportivo de La Coruña | Gran Canaria        | 30 de octubre | 21:00 | 14.805 | Del Cerro Grande    | 2 | 0 |
| R. C. D. Espanyol  | 1 – 0 | Real Betis                   | RCDE Stadium        | 30 de octubre | 21:00 | 17.856 | Iglesias Villanueva | 7 | 0 |

| Real Betis          | 2 – 2 | Getafe C. F.       | Villamarín         | 3 de noviembre | 21:00 | 42.323 | Mateu Lahoz          | 8 | 0 |
| Valencia C. F.      | 3 – 0 | C. D. Léganés      | Mestalla           | 4 de noviembre | 13:00 | 39.694 | De Burgos Bengoetxea | 3 | 0 |
| R. C. D. La Coruña  | 0 – 1 | Atlético de Madrid | Abanca Riazor      | 4 de noviembre | 16:15 | 22.733 | Álvarez Izquierdo    | 6 | 0 |
| Deportivo Alavés    | 1 – 0 | R. C. D. Espanyol  | Mendizorroza       | 4 de noviembre | 18:30 | 19.368 | González Fuertes     | 9 | 0 |
| F. C. Barcelona     | 2 – 1 | Sevilla F. C.      | Camp Nou           | 4 de noviembre | 20:45 | 70.723 | González González    | 1 | 0 |
| Levante U. D.       | 1 – 2 | Girona F. C.       | Ciudad de València | 5 de noviembre | 12:00 | 18.324 | Munuera Montero      | 7 | 0 |
| R. C. Celta de Vigo | 3 – 1 | Athletic Club      | Balaídos           | 5 de noviembre | 16:15 | 19.779 | Gil Manzano          | 5 | 0 |
| Villarreal C. F.    | 2 – 0 | Málaga C. F.       | La Cerámica        | 5 de noviembre | 18:30 | 17.755 | Estrada Fernández    | 6 | 0 |
| Real Sociedad       | 3 – 1 | S. D. Eibar        | Anoeta             | 5 de noviembre | 18:30 | 20.387 | Trujillo Suárez      | 3 | 0 |
| Real Madrid C. F.   | 3 – 0 | U. D. Las Palmas   | Bernabéu           | 5 de noviembre | 20:45 | 67.120 | Sánchez Martínez     | 3 | 0 |

| Girona F. C.       | 1 – 1 | Real Sociedad                | Montilivi           | 17 de noviembre | 21:00 | 10.136 | Iglesias Villanueva | 6 | 0 |
| Getafe C. F.       | 4 – 1 | Deportivo Alavés             | Alfonso Pérez       | 18 de noviembre | 13:00 | 10.014 | Jaime Latre         | 6 | 0 |
| C. D. Leganés      | 0 – 3 | F. C. Barcelona              | Butarque            | 18 de noviembre | 16:15 | 11.454 | Undiano Mallenco    | 3 | 0 |
| Sevilla F. C.      | 2 – 1 | R. C. Celta de Vigo          | Sánchez Pizjuán     | 18 de noviembre | 18:30 | 35.030 | Del Cerro Grande    | 5 | 0 |
| Atlético de Madrid | 0 – 0 | Real Madrid C. F.            | Wanda Metropolitano | 18 de noviembre | 20:45 | 66.496 | Fernández Borbalán  | 8 | 0 |
| Málaga C. F.       | 3 – 2 | R. C. Deportivo de La Coruña | La Rosaleda         | 19 de noviembre | 12:00 | 24.563 | Martínez Munuera    | 9 | 0 |
| R. C. D. Espanyol  | 0 – 2 | Valencia C. F.               | RCDE Stadium        | 19 de noviembre | 16:15 | 25.529 | Hernández Hernández | 4 | 0 |
| U. D. Las Palmas   | 0 – 2 | Levante U. D.                | Gran Canaria        | 19 de noviembre | 18:30 | 26.212 | Melero López        | 5 | 0 |
| Athletic Club      | 1 – 1 | Villarreal C. F.             | San Mamés           | 19 de noviembre | 20:45 | 36.666 | Medié Jiménez       | 4 | 0 |
| S. D. Eibar        | 5 – 0 | Real Betis                   | Ipurúa              | 20 de noviembre | 21:00 | 4638   | González González   | 4 | 1 |

| R. C. Celta de Vigo          | 1 – 0 | C. D. Leganés      | Balaídos           | 24 de noviembre | 21:00 | 10.611 | Hernández Hernández | 5  | 0 |
| Deportivo Alavés             | 1 – 2 | S. D. Eibar        | Mendizorroza       | 25 de noviembre | 13:00 | 19.272 | Munuera Montero     | 9  | 1 |
| Real Madrid C. F.            | 3 – 2 | Málaga C. F.       | Bernabéu           | 25 de noviembre | 16:15 | 75.671 | Gil Manzano         | 3  | 0 |
| Real Betis                   | 2 – 2 | Girona F. C.       | Villamarín         | 25 de noviembre | 18:30 | 45.681 | Del Cerro Grande    | 3  | 0 |
| Levante U. D.                | 0 – 5 | Atlético de Madrid | Ciudad de València | 25 de noviembre | 20:45 | 21.549 | Trujillo Suárez     | 3  | 0 |
| R. C. Deportivo de La Coruña | 2 – 2 | Athletic Club      | Abanca Riazor      | 26 de noviembre | 12:00 | 30.879 | González González   | 5  | 0 |
| Real Sociedad                | 2 – 2 | U. D. Las Palmas   | Anoeta             | 26 de noviembre | 16:15 | 19.780 | González Fuertes    | 7  | 0 |
| Villarreal C. F.             | 2 – 3 | Sevilla F. C.      | La Cerámica        | 26 de noviembre | 18:30 | 16.698 | Alberola Rojas      | 7  | 0 |
| Valencia C. F.               | 1 – 1 | F. C. Barcelona    | Mestalla           | 26 de noviembre | 20:45 | 47.775 | Iglesias Villanueva | 4  | 0 |
| R. C. D. Espanyol            | 1 – 0 | Getafe C. F.       | RCDE Stadium       | 27 de noviembre | 21:00 | 11.659 | Martínez Munuera    | 10 | 0 |

| Málaga C. F.       | 0 – 0 | Levante U. D.                | La Rosaleda         | 1 de diciembre | 21:00 | 17.886 | De Burgos Bengoetxea | 4  | 0 |
| F. C. Barcelona    | 2 – 2 | R. C. Celta de Vigo          | Camp Nou            | 2 de diciembre | 13:00 | 63.208 | Melero López         | 9  | 0 |
| Atlético de Madrid | 2 – 1 | Real Sociedad                | Wanda Metropolitano | 2 de diciembre | 16:15 | 57.394 | Jaime Latre          | 3  | 0 |
| Sevilla F. C.      | 2 – 0 | R. C. Deportivo de La Coruña | Sánchez Pizjuán     | 2 de diciembre | 18:30 | 32.017 | Sánchez Martínez     | 4  | 0 |
| Athletic Club      | 0 – 0 | Real Madrid C. F.            | San Mamés           | 2 de diciembre | 20:45 | 44.884 | Mateu Lahoz          | 7  | 0 |
| C. D. Leganés      | 3 – 1 | Villarreal C. F.             | Butarque            | 3 de diciembre | 12:00 | 10.017 | Fernández Borbalán   | 6  | 0 |
| Getafe C. F.       | 1 – 0 | Valencia C. F.               | Alfonso Pérez       | 3 de diciembre | 16:15 | 12.480 | Medié Jiménez        | 12 | 0 |
| S. D. Eibar        | 3 – 1 | R. C. D. Espanyol            | Ipurúa              | 3 de diciembre | 18:30 | 4693   | Undiano Mallenco     | 6  | 0 |
| U. D. Las Palmas   | 1 – 0 | Real Betis                   | Gran Canaria        | 3 de diciembre | 20:45 | 16.313 | Estrada Fernández    | 8  | 0 |
| Girona F. C.       | 2 – 3 | Deportivo Alavés             | Montilivi           | 4 de diciembre | 21:00 | 7316   | Alberola Rojas       | 3  | 0 |

| Deportivo Alavés             | 2 – 0 | U. D. Las Palmas    | Mendizorroza       | 8 de diciembre  | 21:00 | 18.567 | Medié Jiménez        | 2 | 0 |
| Getafe C. F.                 | 0 – 0 | S. D. Eibar         | Alfonso Pérez      | 9 de diciembre  | 13:00 | 9317   | Alberola Rojas       | 5 | 0 |
| Real Madrid C. F.            | 5 – 0 | Sevilla F. C.       | Bernabéu           | 9 de diciembre  | 16:15 | 76.924 | Martínez Munuera     | 2 | 0 |
| R. C. Deportivo de La Coruña | 1 – 0 | C. D. Leganés       | Abanca Riazor      | 9 de diciembre  | 18:30 | 18.366 | Melero López         | 8 | 0 |
| Valencia C. F.               | 2 – 1 | R. C. Celta de Vigo | Mestalla           | 9 de diciembre  | 20:45 | 35.633 | Munuera Montero      | 6 | 0 |
| Real Sociedad                | 0 – 2 | Málaga C. F.        | Anoeta             | 10 de diciembre | 12:00 | 16.834 | Del Cerro Grande     | 2 | 0 |
| Real Betis                   | 0 – 1 | Atlético de Madrid  | Villamarín         | 10 de diciembre | 16:15 | 45.517 | Hernández Hernández  | 7 | 0 |
| Levante U. D.                | 1 – 2 | Athletic Club       | Ciudad de València | 10 de diciembre | 18:30 | 18.005 | Estrada Fernández    | 6 | 0 |
| Villarreal C. F.             | 0 – 2 | F. C. Barcelona     | La Cerámica        | 10 de diciembre | 20:45 | 21.087 | De Burgos Bengoetxea | 3 | 1 |
| R. C. D. Espanyol            | 0 – 1 | Girona F. C.        | RCDE Stadium       | 11 de diciembre | 21:00 | 13.846 | González González    | 4 | 0 |

| Sevilla F. C.       | 0 – 0 | Levante U. D.                | Sánchez Pizjuán     | 15 de diciembre | 21:00 | 25.803 | Iglesias Villanueva | 5 | 0 |
| Athletic Club       | 0 – 0 | Real Sociedad                | San Mamés           | 16 de diciembre | 16:15 | 45.504 | Fernández Borbalán  | 3 | 0 |
| S. D. Eibar         | 2 – 1 | Valencia C. F.               | Ipurúa              | 16 de diciembre | 18:30 | 5219   | González Fuertes    | 5 | 0 |
| Atlético de Madrid  | 1 – 0 | Deportivo Alavés             | Wanda Metropolitano | 16 de diciembre | 20:45 | 49.937 | Gil Manzano         | 7 | 0 |
| Girona F. C.        | 1 – 0 | Getafe C. F.                 | Montilivi           | 17 de diciembre | 12:00 | 10.095 | Undiano Mallenco    | 8 | 0 |
| R. C. Celta de Vigo | 0 – 1 | Villarreal C. F.             | Balaídos            | 17 de diciembre | 16:15 | 18.215 | Estrada Fernández   | 4 | 0 |
| U. D. Las Palmas    | 2 – 2 | R. C. D. Espanyol            | Gran Canaria        | 17 de diciembre | 18:30 | 14.020 | Sánchez Martínez    | 6 | 0 |
| F. C. Barcelona     | 4 – 0 | R. C. Deportivo de La Coruña | Camp Nou            | 17 de diciembre | 20:45 | 53.607 | Mateu Lahoz         | 1 | 0 |
| Málaga C. F.        | 0 – 2 | Real Betis                   | La Rosaleda         | 18 de diciembre | 21:00 | 22.488 | Alberola Rojas      | 4 | 1 |
| C. D. Leganés       | 1 – 3 | Real Madrid C. F.            | Butarque            | 21 de febrero   | 18:45 | 11.423 | González González   | 3 | 0 |

| Levante U. D.                | 0 – 0 | C. D. Leganés       | Ciudad de València | 19 de diciembre | 21:30 | 14.639 | Jaime Latre          | 12 | 0 |
| Getafe C. F.                 | 2 – 0 | U. D. Las Palmas    | Alfonso Pérez      | 20 de diciembre | 19:30 | 9231   | De Burgos Bengoetxea | 4  | 0 |
| Real Sociedad                | 3 – 1 | Sevilla F. C.       | Anoeta             | 20 de diciembre | 21:30 | 17.205 | Hernández Hernández  | 6  | 0 |
| S. D. Eibar                  | 4 – 1 | Girona F. C.        | Ipurúa             | 21 de diciembre | 19:30 | 4867   | Iglesias Villanueva  | 3  | 0 |
| Deportivo Alavés             | 1 – 0 | Málaga C. F.        | Mendizorroza       | 21 de diciembre | 21:30 | 18.733 | Álvarez Izquierdo    | 7  | 0 |
| Real Betis                   | 0 – 2 | Athletic Club       | Villamarín         | 22 de diciembre | 19:30 | 42.713 | Martínez Munuera     | 3  | 1 |
| R. C. D. Espanyol            | 1 – 0 | Atlético de Madrid  | RCDE Stadium       | 22 de diciembre | 21:30 | 19.327 | Melero López         | 7  | 0 |
| Real Madrid C. F.            | 0 – 3 | F. C. Barcelona     | Bernabéu           | 23 de diciembre | 13:00 | 80.264 | Sánchez Martínez     | 4  | 1 |
| Valencia C. F.               | 0 – 1 | Villarreal C. F.    | Mestalla           | 23 de diciembre | 16:15 | 39.181 | Trujillo Suárez      | 12 | 0 |
| R. C. Deportivo de La Coruña | 1 – 3 | R. C. Celta de Vigo | Abanca Riazor      | 23 de diciembre | 18:30 | 27.877 | Undiano Mallenco     | 4  | 0 |

| Atlético de Madrid  | 2 – 0 | Getafe C. F.                 | Wanda Metropolitano | 6 de enero | 13:00 | 47.023 | Munuera Montero    | 10 | 0 |
| Valencia C. F.      | 2 – 1 | Girona F. C.                 | Mestalla            | 6 de enero | 16:15 | 27.749 | Fernández Borbalán | 9  | 0 |
| U. D. Las Palmas    | 1 – 2 | S. D. Eibar                  | Gran Canaria        | 6 de enero | 18:30 | 12.059 | González González  | 6  | 0 |
| Sevilla F. C.       | 3 – 5 | Real Betis                   | Sánchez Pizjuán     | 6 de enero | 20:45 | 40.282 | Gil Manzano        | 9  | 0 |
| C. D. Leganés       | 1 – 0 | Real Sociedad                | Butarque            | 7 de enero | 12:00 | 7523   | Estrada Fernández  | 1  | 0 |
| F. C. Barcelona     | 3 – 0 | Levante U. D.                | Camp Nou            | 7 de enero | 16:15 | 56.380 | Del Cerro Grande   | 4  | 0 |
| Villarreal C. F.    | 1 – 1 | R. C. Deportivo de La Coruña | La Cerámica         | 7 de enero | 18:30 | 15.442 | Medié Jiménez      | 7  | 0 |
| Athletic Club       | 2 – 0 | Deportivo Alavés             | San Mamés           | 7 de enero | 18:30 | 41.000 | González Fuertes   | 6  | 0 |
| R. C. Celta de Vigo | 2 – 2 | Real Madrid C. F.            | Balaídos            | 7 de enero | 20:45 | 20.872 | Jaime Latre        | 4  | 0 |
| Málaga C. F.        | 0 – 1 | R. C. D. Espanyol            | La Rosaleda         | 8 de enero | 21:00 | 12.149 | Mateu Lahoz        | 5  | 0 |

| Getafe C. F.                 | 1 – 0 | Málaga C. F.        | Alfonso Pérez      | 12 de enero | 21:00 | 9513   | Martínez Munuera    | 4 | 0 |
| Girona F. C.                 | 6 – 0 | U. D. Las Palmas    | Montilivi          | 13 de enero | 13:00 | 10.037 | Melero López        | 7 | 0 |
| Real Madrid C. F.            | 0 – 1 | Villarreal C. F.    | Bernabéu           | 13 de enero | 16:15 | 63.403 | Undiano Mallenco    | 3 | 0 |
| S. D. Eibar                  | 0 – 1 | Atlético de Madrid  | Ipurúa             | 13 de enero | 18:30 | 6186   | Mateu Lahoz         | 3 | 0 |
| R. C. Deportivo de La Coruña | 1 – 2 | Valencia C. F.      | Abanca Riazor      | 13 de enero | 20:45 | 19.031 | Alberola Rojas      | 3 | 0 |
| Levante U. D.                | 0 – 1 | R. C. Celta de Vigo | Ciudad de València | 14 de enero | 12:00 | 17.007 | Álvarez Izquierdo   | 7 | 0 |
| Deportivo Alavés             | 1 – 0 | Sevilla F. C.       | Mendizorroza       | 14 de enero | 16:15 | 19.413 | Sánchez Martínez    | 7 | 0 |
| R. C. D. Espanyol            | 1 – 1 | Athletic Club       | RCDE Stadium       | 14 de enero | 18:30 | 20.228 | Trujillo Suárez     | 6 | 0 |
| Real Sociedad                | 2 – 4 | F. C. Barcelona     | Anoeta             | 14 de enero | 20:45 | 23.277 | González González   | 4 | 0 |
| Real Betis                   | 3 – 2 | C. D. Leganés       | Villamarín         | 15 de enero | 21:00 | 41.777 | Iglesias Villanueva | 5 | 0 |

| Getafe C. F.       | 2 – 2 | Athletic Club                | Alfonso Pérez       | 19 de enero | 21:00 | 11.457 | Gil Manzano          | 6  | 0 |
| R. C. D. Espanyol  | 0 – 3 | Sevilla F. C.                | RCDE Stadium        | 20 de enero | 13:00 | 19.607 | Undiano Mallenco     | 6  | 0 |
| Atlético de Madrid | 1 – 1 | Girona F. C.                 | Wanda Metropolitano | 20 de enero | 16:15 | 55.076 | De Burgos Bengoetxea | 7  | 0 |
| Villarreal C. F.   | 2 – 1 | Levante U. D.                | La Cerámica         | 20 de enero | 18:30 | 16.773 | González González    | 4  | 0 |
| U. D. Las Palmas   | 2 – 1 | Valencia C. F.               | Gran Canaria        | 20 de enero | 20:45 | 20.242 | Munuera Montero      | 11 | 0 |
| Deportivo Alavés   | 2 – 2 | C. D. Leganés                | Mendizorroza        | 21 de enero | 12:00 | 19.637 | Trujillo Suárez      | 6  | 0 |
| Real Madrid C. F.  | 7 – 1 | R. C. Deportivo de La Coruña | Bernabéu            | 21 de enero | 16:15 | 63.504 | Fernández Borbalán   | 2  | 0 |
| Real Sociedad      | 1 – 2 | R. C. Celta de Vigo          | Anoeta              | 21 de enero | 18:30 | 19.081 | Mateu Lahoz          | 3  | 0 |
| Real Betis         | 0 – 5 | F. C. Barcelona              | Villamarín          | 21 de enero | 20:45 | 53.426 | Jaime Latre          | 4  | 0 |
| S. D. Eibar        | 1 – 1 | Málaga C. F.                 | Ipurúa              | 22 de enero | 21:00 | 4520   | Medié Jiménez        | 4  | 0 |

| Athletic Club                | 1 – 1 | S. D. Eibar       | San Mamés           | 26 de enero | 21:00 | 39.331 | Melero López        | 0  | 0 |
| R. C. Deportivo de La Coruña | 2 – 2 | Levante U. D.     | Abanca Riazor       | 27 de enero | 13:00 | 20.151 | González Fuertes    | 12 | 0 |
| Valencia C. F.               | 1 – 4 | Real Madrid C. F. | Mestalla            | 27 de enero | 16:15 | 47.034 | Estrada Fernández   | 5  | 0 |
| Málaga C. F.                 | 0 – 0 | Girona F. C.      | La Rosaleda         | 27 de enero | 18:30 | 22.125 | Undiano Mallenco    | 3  | 0 |
| Villarreal C. F.             | 4 – 2 | Real Sociedad     | La Cerámica         | 27 de enero | 20:45 | 15.052 | Del Cerro Grande    | 2  | 0 |
| C. D. Leganés                | 3 – 2 | R. C. D. Espanyol | Butarque            | 28 de enero | 12:00 | 10.132 | Martínez Munuera    | 6  | 0 |
| Atlético de Madrid           | 3 – 0 | U. D. Las Palmas  | Wanda Metropolitano | 28 de enero | 16:15 | 55.363 | Álvarez Izquierdo   | 3  | 0 |
| Sevilla F. C.                | 1 – 1 | Getafe C. F.      | Sánchez Pizjuán     | 28 de enero | 18:30 | 34.011 | Alberola Rojas      | 6  | 0 |
| F. C. Barcelona              | 2 – 1 | Deportivo Alavés  | Camp Nou            | 28 de enero | 20:45 | 62.369 | Iglesias Villanueva | 2  | 0 |
| R. C. Celta de Vigo          | 3 – 2 | Real Betis        | Balaídos            | 29 de enero | 21:00 | 14.667 | Sánchez Martínez    | 6  | 0 |

| Real Sociedad      | 5 – 0 | R. C. Deportivo de La Coruña | Anoeta              | 2 de febrero | 21:00 | 15.626 | Undiano Mallenco     | 1 | 0 |
| S. D. Eibar        | 5 – 1 | Sevilla F. C.                | Ipurúa              | 3 de febrero | 13:00 | 5311   | Trujillo Suárez      | 3 | 0 |
| Real Betis         | 2 – 1 | Villarreal C. F.             | Villamarín          | 3 de febrero | 16:15 | 50.102 | Alberola Rojas       | 3 | 1 |
| Deportivo Alavés   | 2 – 1 | R. C. Celta de Vigo          | Mendizorroza        | 3 de febrero | 18:30 | 19.437 | Martínez Munuera     | 5 | 0 |
| Levante U. D.      | 2 – 2 | Real Madrid C. F.            | Ciudad de València  | 3 de febrero | 20:45 | 23.542 | Melero López         | 6 | 0 |
| Getafe C. F.       | 0 – 0 | C. D. Leganés                | Alfonso Pérez       | 4 de febrero | 12:00 | 10.657 | Álvarez Izquierdo    | 8 | 0 |
| R. C. D. Espanyol  | 1 – 1 | F. C. Barcelona              | RCDE Stadium        | 4 de febrero | 16:15 | 23.287 | Gil Manzano          | 7 | 0 |
| Girona F. C.       | 2 – 0 | Athletic Club                | Montilivi           | 4 de febrero | 18:30 | 9602   | Munuera Montero      | 2 | 0 |
| Atlético de Madrid | 1 – 0 | Valencia C. F.               | Wanda Metropolitano | 4 de febrero | 20:45 | 49.596 | Iglesias Villanueva  | 2 | 0 |
| U. D. Las Palmas   | 1 – 0 | Málaga C. F.                 | Gran Canaria        | 5 de febrero | 21:00 | 17.424 | De Burgos Bengoetxea | 5 | 0 |

| Athletic Club                | 0 – 0 | U. D. Las Palmas   | San Mamés       | 9 de febrero  | 21:00 | 33.679 | Estrada Fernández   | 8 | 0 |
| Villarreal C. F.             | 1 – 2 | Deportivo Alavés   | La Cerámica     | 10 de febrero | 13:00 | 14.984 | Trujillo Suárez     | 8 | 0 |
| Málaga C. F.                 | 0 – 1 | Atlético de Madrid | La Rosaleda     | 10 de febrero | 16:15 | 25.482 | Sánchez Martínez    | 5 | 0 |
| C. D. Leganés                | 0 – 1 | S. D. Eibar        | Butarque        | 10 de febrero | 18:30 | 9327   | González Fuertes    | 6 | 0 |
| Real Madrid C. F.            | 5 – 2 | Real Sociedad      | Bernabéu        | 10 de febrero | 20:45 | 63.811 | Hernández Hernández | 3 | 0 |
| Sevilla F. C.                | 1 – 0 | Girona F. C.       | Sánchez Pizjuán | 11 de febrero | 12:00 | 33.129 | Jaime Latre         | 4 | 0 |
| F. C. Barcelona              | 0 – 0 | Getafe C. F.       | Camp Nou        | 11 de febrero | 16:15 | 75.681 | Fernández Borbalán  | 5 | 0 |
| R. C. Celta de Vigo          | 2 – 2 | R. C. D. Espanyol  | Balaídos        | 11 de febrero | 18:30 | 15.649 | González González   | 7 | 0 |
| Valencia C. F.               | 3 – 1 | Levante U. D.      | Mestalla        | 11 de febrero | 20:45 | 38.199 | Medié Jiménez       | 7 | 0 |
| R. C. Deportivo de La Coruña | 0 - 1 | Real Betis         | Abanca Riazor   | 12 de febrero | 21:00 | 20.490 | Del Cerro Grande    | 2 | 0 |

| Girona F. C.       | 3 – 0 | C. D. Leganés                | Montilivi           | 16 de febrero | 21:00 | 9142   | Mateu Lahoz         | 8 | 0 |
| U. D. Las Palmas   | 1 – 2 | Sevilla F. C.                | Gran Canaria        | 17 de febrero | 13:00 | 19.161 | Iglesias Villanueva | 7 | 0 |
| S. D. Eibar        | 0 – 2 | F. C. Barcelona              | Ipurúa              | 17 de febrero | 16:15 | 6760   | Hernández Hernández | 4 | 0 |
| Deportivo Alavés   | 1 – 0 | R. C. Deportivo de La Coruña | Mendizorroza        | 17 de febrero | 18:30 | 19.453 | Melero López        | 5 | 0 |
| Málaga C. F.       | 1 – 2 | Valencia C. F.               | La Rosaleda         | 17 de febrero | 20:45 | 21.134 | Trujillo Suárez     | 6 | 1 |
| Real Sociedad      | 3 – 0 | Levante U. D.                | Anoeta              | 18 de febrero | 12:00 | 18.189 | Jaime Latre         | 2 | 0 |
| Atlético de Madrid | 2 – 0 | Athletic Club                | Wanda Metropolitano | 18 de febrero | 16:15 | 60.022 | González González   | 5 | 0 |
| R. C. D. Espanyol  | 1 – 1 | Villarreal C. F.             | RCDE Stadium        | 18 de febrero | 18:30 | 19.688 | Munuera Montero     | 6 | 0 |
| Real Betis         | 3 – 5 | Real Madrid C. F.            | Villamarín          | 18 de febrero | 20:45 | 53.486 | Gil Manzano         | 8 | 0 |
| Getafe C. F.       | 3 – 0 | R. C. Celta de Vigo          | Alfonso Pérez       | 19 de febrero | 21:00 | 8367   | González Fuertes    | 7 | 0 |

| R. C. Deportivo de La Coruña | 0 – 0 | R. C. D. Espanyol  | Abanca Riazor      | 23 de febrero | 21:00 | 18.028 | Fernández Borbalán   | 6 | 0 |
| R. C. Celta de Vigo          | 2 – 0 | S. D. Eibar        | Balaídos           | 24 de febrero | 13:00 | 15.383 | Del Cerro Grande     | 5 | 0 |
| Real Madrid C. F.            | 4 – 0 | Deportivo Alavés   | Bernabéu           | 24 de febrero | 16:15 | 75.181 | Estrada Fernández    | 3 | 0 |
| C. D. Leganés                | 0 – 0 | U. D. Las Palmas   | Butarque           | 24 de febrero | 18:30 | 9325   | Jaime Latre          | 9 | 0 |
| F. C. Barcelona              | 6 – 1 | Girona F. C.       | Camp Nou           | 24 de febrero | 20:45 | 85.417 | Alberola Rojas       | 2 | 0 |
| Villarreal C. F.             | 1 – 0 | Getafe C. F.       | La Cerámica        | 25 de febrero | 12:00 | 16.125 | Sánchez Martínez     | 8 | 0 |
| Athletic Club                | 2 – 1 | Málaga C. F.       | San Mamés          | 25 de febrero | 16:15 | 37.518 | Hernández Hernández  | 6 | 0 |
| Valencia C. F.               | 2 – 1 | Real Sociedad      | Mestalla           | 25 de febrero | 18:30 | 37.195 | González Fuertes     | 5 | 0 |
| Sevilla F. C.                | 2 – 5 | Atlético de Madrid | Sánchez Pizjuán    | 25 de febrero | 20:45 | 37.884 | Martínez Munuera     | 6 | 0 |
| Levante U. D.                | 0 – 2 | Real Betis         | Ciudad de València | 26 de febrero | 21:00 | 16.545 | De Burgos Bengoetxea | 7 | 0 |

| R. C. D. Espanyol  | 1 – 0 | Real Madrid C. F.            | RCDE Stadium        | 27 de febrero | 20:00 | 19.805 | Sánchez Martínez   | 2 | 0 |
| Girona F. C.       | 1 – 0 | R. C. Celta de Vigo          | Montilivi           | 27 de febrero | 21:30 | 6392   | Trujillo Suárez    | 5 | 0 |
| Athletic Club      | 1 – 1 | Valencia C. F.               | San Mamés           | 28 de febrero | 19:30 | 34.382 | Gil Manzano        | 3 | 0 |
| Málaga C. F.       | 0 – 1 | Sevilla F. C.                | La Rosaleda         | 28 de febrero | 19:30 | 15.516 | Del Cerro Grande   | 4 | 0 |
| Getafe C. F.       | 3 – 0 | R. C. Deportivo de La Coruña | Alfonso Pérez       | 28 de febrero | 19:30 | 5097   | Munuera Montero    | 6 | 0 |
| Atlético de Madrid | 4 – 0 | C. D. Leganés                | Wanda Metropolitano | 28 de febrero | 21:30 | 35.033 | Estrada Fernández  | 4 | 0 |
| S. D. Eibar        | 1 – 0 | Villarreal C. F.             | Ipurúa              | 28 de febrero | 21:30 | 4056   | Melero López       | 6 | 0 |
| Real Betis         | 0 – 0 | Real Sociedad                | Villamarín          | 1 de marzo    | 19:30 | 40.288 | González González  | 2 | 0 |
| U. D. Las Palmas   | 1 – 1 | F. C. Barcelona              | Gran Canaria        | 1 de marzo    | 21:00 |        | Mateu Lahoz        | 9 | 0 |
| Deportivo Alavés   | 1 – 0 | Levante U. D.                | Mendizorroza        | 1 de marzo    | 21:30 | 16.812 | Fernández Borbalán | 7 | 1 |

| Villarreal C. F.             | 0 – 2 | Girona F. C.       | La Cerámica        | 3 de marzo | 13:00 | 14.540 | González Fuertes     | 5 | 0 |
| Sevilla F. C.                | 2 – 0 | Athletic Club      | Sánchez Pizjuán    | 3 de marzo | 16:15 | 25.185 | Undiano Mallenco     | 5 | 0 |
| C. D. Leganés                | 2 – 0 | Málaga C. F.       | Butarque           | 3 de marzo | 18:30 | 6937   | Iglesias Villanueva  | 2 | 0 |
| R. C. Deportivo de La Coruña | 1 – 1 | S. D. Eibar        | Abanca Riazor      | 3 de marzo | 18:30 | 19.417 | Jaime Latre          | 3 | 1 |
| Real Madrid C. F.            | 3 – 1 | Getafe C. F.       | Bernabéu           | 3 de marzo | 20:45 | 55.106 | Melero López         | 4 | 0 |
| Levante U. D.                | 1 – 1 | R. C. D. Espanyol  | Ciudad de València | 4 de marzo | 12:00 | 17.143 | Alberola Rojas       | 3 | 0 |
| F. C. Barcelona              | 1 – 0 | Atlético de Madrid | Camp Nou           | 4 de marzo | 16:15 | 90.356 | Gil Manzano          | 4 | 0 |
| Real Sociedad                | 2 – 1 | Deportivo Alavés   | Anoeta             | 4 de marzo | 18:30 | 21.445 | Martínez Munuera     | 1 | 0 |
| Valencia C. F.               | 2 – 0 | Real Betis         | Mestalla           | 4 de marzo | 20:45 | 35.565 | Hernández Hernández  | 5 | 0 |
| R. C. Celta de Vigo          | 2 – 1 | U. D. Las Palmas   | Balaídos           | 5 de marzo | 21:00 | 11.276 | De Burgos Bengoetxea | 3 | 0 |

| Girona F. C.       | 2 – 0 | R. C. Deportivo de La Coruña | Montilivi           | 9 de marzo  | 21:00 | 10.663 | Undiano Mallenco     | 5  | 0 |
| S. D. Eibar        | 1 – 2 | Real Madrid C. F.            | Ipurúa              | 10 de marzo | 13:00 | 6707   | Munuera Montero      | 2  | 0 |
| Sevilla F. C.      | 0 – 2 | Valencia C. F.               | Sánchez Pizjuán     | 10 de marzo | 16:15 | 33.287 | De Burgos Bengoetxea | 6  | 0 |
| Getafe C. F.       | 0 – 1 | Levante U. D.                | Alfonso Pérez       | 10 de marzo | 18:30 | 8136   | Trujillo Suárez      | 12 | 1 |
| Málaga C. F.       | 0 – 2 | F. C. Barcelona              | La Rosaleda         | 10 de marzo | 20:45 | 26.667 | Martínez Munuera     | 2  | 1 |
| R. C. D. Espanyol  | 2 – 1 | Real Sociedad                | RCDE Stadium        | 11 de marzo | 12:00 | 20.314 | Mateu Lahoz          | 2  | 0 |
| Atlético de Madrid | 3 – 0 | R. C. Celta de Vigo          | Wanda Metropolitano | 11 de marzo | 16:15 | 55.076 | Alberola Rojas       | 3  | 0 |
| U. D. Las Palmas   | 0 – 2 | Villarreal C. F.             | Gran Canaria        | 11 de marzo | 18:30 | 18.907 | Medié Jiménez        | 2  | 1 |
| Athletic Club      | 2 – 0 | C. D. Leganés                | San Mamés           | 11 de marzo | 20:45 | 30.787 | Sánchez Martínez     | 7  | 0 |
| Deportivo Alavés   | 1 – 3 | Real Betis                   | Mendizorroza        | 12 de marzo | 21:00 | 17.239 | Del Cerro Grande     | 5  | 0 |

| Levante U. D.                | 2 – 1 | S. D. Eibar        | Ciudad de València | 16 de marzo | 21:00 | 16.028 | Iglesias Villanueva  | 7  | 0 |
| R. C. Deportivo de La Coruña | 1 – 1 | U. D. Las Palmas   | Abanca Riazor      | 17 de marzo | 13:00 | 18.942 | Martínez Munuera     | 6  | 0 |
| Valencia C. F.               | 3 – 1 | Deportivo Alavés   | Mestalla           | 17 de marzo | 16:15 | 35.264 | Munuera Montero      | 2  | 0 |
| Real Sociedad                | 1 – 2 | Getafe C. F.       | Anoeta             | 17 de marzo | 18:30 | 17.509 | Estrada Fernández    | 10 | 0 |
| Real Betis                   | 3 – 0 | R. C. D. Espanyol  | Villamarín         | 17 de marzo | 20:45 | 31.230 | De Burgos Bengoetxea | 4  | 0 |
| C. D. Leganés                | 2 – 1 | Sevilla F. C.      | Butarque           | 18 de marzo | 12:00 | 10.037 | Alberola Rojas       | 6  | 0 |
| F. C. Barcelona              | 2 – 0 | Athletic Club      | Camp Nou           | 18 de marzo | 16:15 | 84.053 | Jaime Latre          | 4  | 0 |
| R. C. Celta de Vigo          | 0 – 0 | Málaga C. F.       | Balaídos           | 18 de marzo | 18:30 | 17.230 | Undiano Mallenco     | 5  | 0 |
| Villarreal C. F.             | 2 – 1 | Atlético de Madrid | La Cerámica        | 18 de marzo | 18:30 | 19.385 | Fernández Borbalán   | 8  | 1 |
| Real Madrid C. F.            | 6 – 3 | Girona F. C.       | Bernabéu           | 18 de marzo | 20:45 | 59.097 | Gil Manzano          | 3  | 0 |

| Girona F. C.       | 1 – 1 | Levante U. D.                | Montilivi           | 31 de marzo | 13:00 | 11.391 | De Burgos Bengoetxea | 4 | 0 |
| Athletic Club      | 1 – 1 | R. C. Celta de Vigo          | San Mamés           | 31 de marzo | 16:15 | 33.657 | Del Cerro Grande     | 4 | 0 |
| U. D. Las Palmas   | 0 – 3 | Real Madrid C. F.            | Gran Canaria        | 31 de marzo | 18:30 | 22.942 | González Fuertes     | 3 | 0 |
| Sevilla F. C.      | 2 – 2 | F. C. Barcelona              | Sánchez Pizjuán     | 31 de marzo | 20:45 | 37.588 | González González    | 2 | 0 |
| R. C. D. Espanyol  | 0 – 0 | Deportivo Alavés             | RCDE Stadium        | 1 de abril  | 12:00 | 15.448 | Iglesias Villanueva  | 5 | 0 |
| C. D. Leganés      | 0 – 1 | Valencia C. F.               | Butarque            | 1 de abril  | 16:15 | 10.697 | Melero López         | 7 | 0 |
| S. D. Eibar        | 0 – 0 | Real Sociedad                | Ipurúa              | 1 de abril  | 18:30 | 6233   | Sánchez Martínez     | 6 | 0 |
| Málaga C. F.       | 1 – 0 | Villarreal C. F.             | La Rosaleda         | 1 de abril  | 18:30 | 19.142 | Álvarez Izquierdo    | 5 | 0 |
| Atlético de Madrid | 1 – 0 | R. C. Deportivo de La Coruña | Wanda Metropolitano | 1 de abril  | 20:45 | 49.351 | Trujillo Suárez      | 5 | 0 |
| Getafe C. F.       | 0 – 1 | Real Betis                   | Alfonso Pérez       | 2 de abril  | 21:00 | 10.628 | Undiano Mallenco     | 6 | 0 |

| R. C. Deportivo de La Coruña | 3 – 2 | Málaga C. F.       | Abanca Riazor      | 6 de abril | 21:00 | 16.932 | Mateu Lahoz          | 7  | 0 |
| Deportivo Alavés             | 2 – 0 | Getafe C. F.       | Mendizorroza       | 7 de abril | 13:00 | 18.241 | Jaime Latre          | 5  | 0 |
| R. C. Celta de Vigo          | 4 – 0 | Sevilla F. C.      | Balaídos           | 7 de abril | 16:15 | 16.919 | Álvarez Izquierdo    | 3  | 0 |
| Real Betis                   | 2 – 0 | S. D. Eibar        | Villamarín         | 7 de abril | 18:30 | 50.194 | Medié Jiménez        | 4  | 0 |
| F. C. Barcelona              | 3 – 1 | C. D. Leganés      | Camp Nou           | 7 de abril | 20:45 | 72.126 | De Burgos Bengoetxea | 6  | 0 |
| Levante U. D.                | 2 – 1 | U. D. Las Palmas   | Ciudad de València | 8 de abril | 12:00 | 18.402 | Fernández Borbalán   | 9  | 1 |
| Real Madrid C. F.            | 1 – 1 | Atlético de Madrid | Bernabéu           | 8 de abril | 16:15 | 78.769 | Estrada Fernández    | 5  | 0 |
| Real Sociedad                | 5 – 0 | Girona F. C.       | Anoeta             | 8 de abril | 18:30 | 18.027 | Munuera Montero      | 4  | 0 |
| Valencia C. F.               | 1 – 0 | R. C. D. Espanyol  | Mestalla           | 8 de abril | 20:45 | 36.296 | Gil Manzano          | 5  | 0 |
| Villarreal C. F.             | 1 – 3 | Athletic Club      | La Cerámica        | 9 de abril | 21:00 | 14.869 | Iglesias Villanueva  | 10 | 0 |

| Girona F. C.       | 0 – 1 | Real Betis                   | Montilivi           | 13 de abril | 21:00 | 11.286 | Jaime Latre          | 12 | 0 |
| Sevilla F. C.      | 2 – 2 | Villarreal C. F.             | Sánchez Pizjuán     | 14 de abril | 13:00 | 32.192 | González Fuertes     | 8  | 0 |
| F. C. Barcelona    | 2 – 1 | Valencia C. F.               | Camp Nou            | 14 de abril | 16:15 | 69.544 | Del Cerro Grande     | 4  | 0 |
| U. D. Las Palmas   | 0 – 1 | Real Sociedad                | Gran Canaria        | 14 de abril | 18:30 | 10.531 | Álvarez Izquierdo    | 2  | 0 |
| C. D. Leganés      | 1 – 0 | R. C. Celta de Vigo          | Butarque            | 14 de abril | 18:30 | 10.393 | Hernández Hernández  | 6  | 0 |
| Athletic Club      | 2 – 3 | R. C. Deportivo de La Coruña | San Mamés           | 14 de abril | 20:45 | 37.715 | González González    | 3  | 0 |
| S. D. Eibar        | 0 – 1 | Deportivo Alavés             | Ipurúa              | 15 de abril | 12:00 | 5754   | Undiano Mallenco     | 3  | 0 |
| Atlético de Madrid | 3 – 0 | Levante U. D.                | Wanda Metropolitano | 15 de abril | 16:15 | 58.043 | Gil Manzano          | 3  | 0 |
| Getafe C. F.       | 1 – 0 | R. C. D. Espanyol            | Alfonso Pérez       | 15 de abril | 18:30 | 10.593 | Melero López         | 8  | 0 |
| Málaga C. F.       | 1 – 2 | Real Madrid C. F.            | La Rosaleda         | 15 de abril | 20:45 | 27.112 | De Burgos Bengoetxea | 4  | 0 |

| R. C. Deportivo de La Coruña | 0 – 0 | Sevilla F. C.      | Abanca Riazor      | 17 de abril | 19:30 | 24.374 | Medié Jiménez        | 2 | 0 |
| R. C. Celta de Vigo          | 2 – 2 | F. C. Barcelona    | Balaídos           | 17 de abril | 21:00 | 20.347 | Fernández Borbalán   | 3 | 1 |
| Villarreal C. F.             | 2 – 1 | C. D. Leganés      | La Cerámica        | 17 de abril | 21:30 | 12.556 | Trujillo Suárez      | 2 | 0 |
| Valencia C. F.               | 1 – 2 | Getafe C. F.       | Mestalla           | 18 de abril | 19:30 | 35.829 | De Burgos Bengoetxea | 7 | 1 |
| R. C. D. Espanyol            | 0 – 1 | S. D. Eibar        | RCDE Stadium       | 18 de abril | 19:30 | 12.113 | Hernández Hernández  | 5 | 0 |
| Real Madrid C. F.            | 1 – 1 | Athletic Club      | Bernabéu           | 18 de abril | 21:30 | 59.193 | Martínez Munuera     | 6 | 0 |
| Deportivo Alavés             | 1 – 2 | Girona F. C.       | Mendizorroza       | 19 de abril | 19:30 | 18.366 | González Fuertes     | 7 | 0 |
| Real Sociedad                | 3 – 0 | Atlético de Madrid | Anoeta             | 19 de abril | 19:30 | 21.404 | Alberola Rojas       | 1 | 0 |
| Levante U. D.                | 1 – 0 | Málaga C. F.       | Ciudad de València | 19 de abril | 21:30 | 17.372 | Jaime Latre          | 2 | 0 |
| Real Betis                   | 1 – 0 | U. D. Las Palmas   | Villamarín         | 19 de abril | 21:30 | 45.151 | Sánchez Martínez     | 8 | 0 |

| C. D. Leganés       | 0 – 0 | R. C. Deportivo de La Coruña | Butarque            | 20 de abril | 21:00 | 10.124 | Álvarez Izquierdo   | 2 | 0 |
| S. D. Eibar         | 0 – 1 | Getafe C. F.                 | Ipurúa              | 21 de abril | 13:00 | 4860   | Iglesias Villanueva | 5 | 0 |
| R. C. Celta de Vigo | 1 – 1 | Valencia C. F.               | Balaídos            | 21 de abril | 16:15 | 17.316 | Undiano Mallenco    | 3 | 0 |
| Girona F. C.        | 0 – 2 | R. C. D. Espanyol            | Montilivi           | 22 de abril | 12:00 | 12.313 | Alberola Rojas      | 3 | 0 |
| Málaga C. F.        | 2 – 0 | Real Sociedad                | La Rosaleda         | 22 de abril | 16:15 | 14.102 | Estrada Fernández   | 5 | 0 |
| U. D. Las Palmas    | 0 – 4 | Deportivo Alavés             | Gran Canaria        | 22 de abril | 18:30 | 7143   | Melero López        | 3 | 0 |
| Atlético de Madrid  | 0 – 0 | Real Betis                   | Wanda Metropolitano | 22 de abril | 20:45 | 54.594 | Martínez Munuera    | 7 | 0 |
| Athletic Club       | 1 – 3 | Levante U. D.                | San Mamés           | 23 de abril | 21:00 | 24.587 | Munuera Montero     | 6 | 0 |
| F. C. Barcelona     | 5 – 1 | Villarreal C. F.             | Camp Nou            | 9 de mayo   | 20:00 | 54.743 | Sánchez Martínez    | 3 | 0 |
| Sevilla F. C.       | 3 – 2 | Real Madrid C. F.            | Sánchez Pizjuán     | 9 de mayo   | 21:30 | 38.524 | Mateu Lahoz         | 4 | 0 |

| Levante U. D.                | 2 – 1 | Sevilla F. C.       | Ciudad de València | 27 de abril | 21:00 | 17.240 | González González    | 2  | 0 |
| R. C. D. Espanyol            | 1 – 1 | U. D. Las Palmas    | RCDE Stadium       | 28 de abril | 13:00 | 13.589 | González Fuertes     | 6  | 0 |
| Real Sociedad                | 3 – 1 | Athletic Club       | Anoeta             | 28 de abril | 16:15 | 23.878 | Sánchez Martínez     | 9  | 1 |
| Real Madrid C. F.            | 2 – 1 | C. D. Leganés       | Bernabéu           | 28 de abril | 18:30 | 59.905 | Iglesias Villanueva  | 1  | 1 |
| Villarreal C. F.             | 4 – 1 | R. C. Celta de Vigo | La Cerámica        | 28 de abril | 20:45 | 14.135 | Alberola Rojas       | 2  | 0 |
| Getafe C. F.                 | 1 – 1 | Girona F. C.        | Alfonso Pérez      | 29 de abril | 12:00 | 8011   | Hernández Hernández  | 10 | 1 |
| Deportivo Alavés             | 0 – 1 | Atlético de Madrid  | Mendizorroza       | 29 de abril | 16:15 | 18.944 | Fernández Borbalán   | 10 | 0 |
| Valencia C. F.               | 0 – 0 | S. D. Eibar         | Mestalla           | 29 de abril | 18:30 | 40.328 | Jaime Latre          | 5  | 0 |
| R. C. Deportivo de La Coruña | 2 – 4 | F. C. Barcelona (C) | Abanca Riazor      | 29 de abril | 20:45 | 25.721 | De Burgos Bengoetxea | 2  | 0 |
| Real Betis                   | 2 – 1 | Málaga C. F.        | Villamarín         | 30 de abril | 21:00 | 53.163 | Del Cerro Grande     | 5  | 0 |

| Sevilla F. C.       | 1 – 0 | Real Sociedad                | Sánchez Pizjuán     | 4 de mayo | 21:00 | 34.733 | Jaime Latre         | 6 | 0 |
| Girona F. C.        | 1 – 4 | S. D. Eibar                  | Montilivi           | 5 de mayo | 13:00 | 9706   | Trujillo Suárez     | 6 | 0 |
| Athletic Club       | 2 – 0 | Real Betis                   | San Mamés           | 5 de mayo | 16:15 | 34.491 | Alberola Rojas      | 1 | 0 |
| R. C. Celta de Vigo | 1 – 1 | R. C. Deportivo de La Coruña | Balaídos            | 5 de mayo | 18:30 | 20.816 | Del Cerro Grande    | 6 | 0 |
| Villarreal C. F.    | 1 – 0 | Valencia C. F.               | La Cerámica         | 5 de mayo | 20:45 | 19.079 | Gil Manzano         | 8 | 0 |
| Málaga C. F.        | 0 – 3 | Deportivo Alavés             | La Rosaleda         | 6 de mayo | 12:00 | 14.024 | González González   | 3 | 0 |
| Atlético de Madrid  | 0 – 2 | R. C. D. Espanyol            | Wanda Metropolitano | 6 de mayo | 16:15 | 49.834 | Munuera Montero     | 4 | 0 |
| U. D. Las Palmas    | 0 – 1 | Getafe C. F.                 | Gran Canaria        | 6 de mayo | 18:30 | 4624   | Undiano Mallenco    | 2 | 0 |
| F. C. Barcelona     | 2 – 2 | Real Madrid C. F.            | Camp Nou            | 6 de mayo | 20:45 | 97.939 | Hernández Hernández | 8 | 1 |
| C. D. Leganés       | 0 – 3 | Levante U. D.                | Butarque            | 7 de mayo | 21:00 | 7832   | Sánchez Martínez    | 6 | 1 |

| Real Sociedad                | 3 – 2 | C. D. Leganés       | Anoeta             | 12 de mayo | 16:15 | 19.981 | Medié Jiménez       | 3  | 0 |
| R. C. Deportivo de La Coruña | 2 – 4 | Villarreal C. F.    | Abanca Riazor      | 12 de mayo | 18:30 | 12.885 | Hernández Hernández | 3  | 0 |
| Real Betis                   | 2 – 2 | Sevilla F. C.       | Villamarín         | 12 de mayo | 18:30 | 55.058 | Álvarez Izquierdo   | 5  | 0 |
| Deportivo Alavés             | 3 – 1 | Athletic Club       | Mendizorroza       | 12 de mayo | 18:30 | 19.458 | Estrada Fernández   | 7  | 0 |
| Getafe C. F.                 | 0 – 1 | Atlético de Madrid  | Alfonso Pérez      | 12 de mayo | 18:30 | 12.187 | Alberola Rojas      | 5  | 0 |
| S. D. Eibar                  | 1 – 0 | U. D. Las Palmas    | Ipurúa             | 12 de mayo | 18:30 | 5107   | Mateu Lahoz         | 4  | 0 |
| Girona F. C.                 | 0 – 1 | Valencia C. F.      | Montilivi          | 12 de mayo | 18:30 | 10.850 | Iglesias Villanueva | 4  | 0 |
| Real Madrid C. F.            | 6 – 0 | R. C. Celta de Vigo | Bernabéu           | 12 de mayo | 20:45 | 56.474 | González Fuertes    | 1  | 0 |
| R. C. D. Espanyol            | 4 – 1 | Málaga C. F.        | RCDE Stadium       | 13 de mayo | 16:15 | 15.004 | Martínez Munuera    | 2  | 0 |
| Levante U. D.                | 5 – 4 | F. C. Barcelona     | Ciudad de València | 13 de mayo | 20:45 | 22.384 | Melero López        | 12 | 0 |

| R. C. Celta de Vigo | 4 – 2 | Levante U. D.                | Balaídos            | 19 de mayo | 13:00 | 10.480 | De Burgos Bengoetxea | 4 | 0 |
| C. D. Leganés       | 3 – 2 | Real Betis                   | Butarque            | 19 de mayo | 16:15 | 10.813 | Gil Manzano          | 2 | 0 |
| Sevilla F. C.       | 1 – 0 | Deportivo Alavés             | Sánchez Pizjuán     | 19 de mayo | 18:30 | 22.513 | Del Cerro Grande     | 4 | 0 |
| Málaga C. F.        | 0 – 1 | Getafe C. F.                 | La Rosaleda         | 19 de mayo | 18:30 | 9570   | Trujillo Suárez      | 5 | 0 |
| U. D. Las Palmas    | 1 – 2 | Girona F. C.                 | Gran Canaria        | 19 de mayo | 18:30 | 6362   | Jaime Latre          | 3 | 0 |
| Villarreal C. F.    | 2 – 2 | Real Madrid C. F.            | La Cerámica         | 19 de mayo | 20:45 | 18.891 | Sánchez Martínez     | 7 | 0 |
| Valencia C. F.      | 2 – 1 | R. C. Deportivo de La Coruña | Mestalla            | 20 de mayo | 12:00 | 35.376 | Medié Jiménez        | 0 | 0 |
| Athletic Club       | 0 – 1 | R. C. D. Espanyol            | San Mamés           | 20 de mayo | 16:15 | 28.492 | Fernández Borbalán   | 1 | 0 |
| Atlético de Madrid  | 2 – 2 | S. D. Eibar                  | Wanda Metropolitano | 20 de mayo | 18:30 | 63.229 | Álvarez Izquierdo    | 8 | 0 |
| F. C. Barcelona     | 1 – 0 | Real Sociedad                | Camp Nou            | 20 de mayo | 20:45 | 84.168 | Munuera Montero      | 5 | 0 |

### Tabla de resultados cruzados
| Local \ Visitante   | ALA | ATH | ATM | BAR | CEL | DEP | EIB | ESP | GET | GIR | LPA | LEG | LEV | MGA | BET | RMA | RSO | SEV | VAL | VIL |
| ------------------- | --- | --- | --- | --- | --- | --- | --- | --- | --- | --- | --- | --- | --- | --- | --- | --- | --- | --- | --- | --- |
| Deportivo Alavés    | —   | 3–1 | 0–1 | 0–2 | 2–1 | 1–0 | 1–2 | 1–0 | 2–0 | 1–2 | 2–0 | 2–2 | 1–0 | 1–0 | 1–3 | 1–2 | 0–2 | 1–0 | 1–2 | 0–3 |
| Athletic Club       | 2–0 | —   | 1–2 | 0–2 | 1–1 | 2–3 | 1–1 | 0–1 | 0–0 | 2–0 | 0–0 | 2–0 | 1–3 | 2–1 | 2–0 | 0–0 | 0–0 | 1–0 | 1–1 | 1–1 |
| Atlético de Madrid  | 1–0 | 2–0 | —   | 1–1 | 3–0 | 1–0 | 2–2 | 0–2 | 2–0 | 1–1 | 3–0 | 4–0 | 3–0 | 1–0 | 0–0 | 0–0 | 2–1 | 2–0 | 1–0 | 1–1 |
| F. C. Barcelona     | 2–1 | 2–0 | 1–0 | —   | 2–2 | 4–0 | 6–1 | 5–0 | 0–0 | 6–1 | 3–0 | 3–1 | 3–0 | 2–0 | 2–0 | 2–2 | 1–0 | 2–1 | 2–1 | 5–1 |
| R. C. Celta de Vigo | 1–0 | 3–1 | 0–1 | 2–2 | —   | 1–1 | 2–0 | 2–2 | 1–1 | 3–3 | 2–1 | 1–0 | 4–2 | 0–0 | 3–2 | 2–2 | 2–3 | 4–0 | 1–1 | 0–1 |
| R. C. D. La Coruña  | 1–0 | 2–2 | 0–1 | 2–4 | 1–3 | —   | 1–1 | 0–0 | 2–1 | 1–2 | 1–1 | 1–0 | 2–2 | 3–2 | 0–1 | 0–3 | 2–4 | 0–0 | 1–2 | 2–4 |
| S. D. Eibar         | 0–1 | 0–1 | 0–1 | 0–2 | 0–4 | 0–0 | —   | 3–1 | 0–1 | 4–1 | 1–0 | 1–0 | 2–2 | 1–1 | 5–0 | 1–2 | 0–0 | 5–1 | 2–1 | 1–0 |
| R. C. D. Espanyol   | 0–0 | 1–1 | 1–0 | 1–1 | 2–1 | 4–1 | 0–1 | —   | 1–0 | 0–1 | 1–1 | 0–1 | 0–0 | 4–1 | 1–0 | 1–0 | 2–1 | 0–3 | 0–2 | 1–1 |
| Getafe C. F.        | 4–1 | 2–2 | 0–1 | 1–2 | 3–0 | 3–0 | 0–0 | 1–0 | —   | 1–1 | 2–0 | 0–0 | 0–1 | 1–0 | 0–1 | 1–2 | 2–1 | 0–1 | 1–0 | 4–0 |
| Girona F. C.        | 2–3 | 2–0 | 2–2 | 0–3 | 1–0 | 2–0 | 1–4 | 0–2 | 1–0 | —   | 6–0 | 3–0 | 1–1 | 1–0 | 0–1 | 2–1 | 1–1 | 0–1 | 0–1 | 1–2 |
| U. D. Las Palmas    | 0–4 | 1–0 | 1–5 | 1–1 | 2–5 | 1–3 | 1–2 | 2–2 | 0–1 | 1–2 | —   | 0–2 | 0–2 | 1–0 | 1–0 | 0–3 | 0–1 | 1–2 | 2–1 | 0–2 |
| C. D. Leganés       | 1–0 | 1–0 | 0–0 | 0–3 | 1–0 | 0–0 | 0–1 | 3–2 | 1–2 | 0–0 | 0–0 | —   | 0–3 | 2–0 | 3–2 | 1–3 | 1–0 | 2–1 | 0–1 | 3–1 |
| Levante U. D.       | 0–2 | 1–2 | 0–5 | 5–4 | 0–1 | 2–2 | 2–1 | 1–1 | 1–1 | 1–2 | 2–1 | 0–0 | —   | 1–0 | 0–2 | 2–2 | 3–0 | 2–1 | 1–1 | 1–0 |
| Málaga C. F.        | 0–3 | 3–3 | 0–1 | 0–2 | 2–1 | 3–2 | 0–1 | 0–1 | 0–1 | 0–0 | 1–3 | 0–2 | 0–0 | —   | 0–2 | 1–2 | 2–0 | 0–1 | 1–2 | 1–0 |
| Real Betis          | 2–0 | 0–2 | 0–1 | 0–5 | 2–1 | 2–1 | 2–0 | 3–0 | 2–2 | 2–2 | 1–0 | 3–2 | 4–0 | 2–1 | —   | 3–5 | 0–0 | 2–2 | 3–6 | 2–1 |
| Real Madrid C. F.   | 4–0 | 1–1 | 1–1 | 0–3 | 6–0 | 7–1 | 3–0 | 2–0 | 3–1 | 6–3 | 3–0 | 2–1 | 1–1 | 3–2 | 0–1 | —   | 5–2 | 5–0 | 2–2 | 0–1 |
| Real Sociedad       | 2–1 | 3–1 | 3–0 | 2–4 | 1–2 | 5–0 | 3–1 | 1–1 | 1–2 | 5–0 | 2–2 | 3–2 | 3–0 | 0–2 | 4–4 | 1–3 | —   | 3–1 | 2–3 | 3–0 |
| Sevilla F. C.       | 1–0 | 2–0 | 2–5 | 2–2 | 2–1 | 2–0 | 3–0 | 1–1 | 1–1 | 1–0 | 1–0 | 2–1 | 0–0 | 2–0 | 3–5 | 3–2 | 1–0 | —   | 0–2 | 2–2 |
| Valencia C. F.      | 3–1 | 3–2 | 0–0 | 1–1 | 2–1 | 2–1 | 0–0 | 1–0 | 1–2 | 2–1 | 1–0 | 3–0 | 3–1 | 5–0 | 2–0 | 1–4 | 2–1 | 4–0 | —   | 0–1 |
| Villarreal C. F.    | 1–2 | 1–3 | 2–1 | 0–2 | 4–1 | 1–1 | 3–0 | 0–0 | 1–0 | 0–2 | 4–0 | 2–1 | 2–1 | 2–0 | 3–1 | 2–2 | 4–2 | 2–3 | 1–0 | —   |

## Estadísticas

### Tabla de goleadores
El trofeo Pichichi fue para el argentino Lionel Messi, quien sumó treinta y cuatro goles válidos para el galardón. Del mismo modo, el trofeo Zarra, o máximo goleador español,fue el gallego Iago Aspas autor de veintidós goles.
Nota: Nombres y banderas de equipos en la época.
| \| Pos. \| Jugador \| G. \| Part. \| Prom. \| Lanz./Gol \| T.P. \| \| Club \| Nota(s) \| \| ---- \| ----------------- \| -- \| ----- \| ----- \| --------- \| ---- \| \| ----------------------- \| --------------- \| \| 1 \| Lionel Messi \| 34 \| 36 \| 0.94 \| 4.5 \| 34 \| \| F. C. Barcelona \| Trofeo Pichichi \| \| 2 \| Cristiano Ronaldo \| 26 \| 27 \| 0.96 \| 5.4 \| 26 \| \| Real Madrid C. F. \| \| \| 3 \| Luis Suárez \| 25 \| 33 \| 0.76 \| 3.8 \| 25 \| \| F. C. Barcelona \| \| \| 4 \| Iago Aspas \| 22 \| 34 \| 0.65 \| 3.3 \| 22 \| \| R. C. Celta de Vigo \| Trofeo Zarra \| \| 5 \| Christian Stuani \| 21 \| 33 \| 0.64 \| 3.0 \| 21 \| \| Girona F. C. \| \| \| 6 \| Antoine Griezmann \| 19 \| 32 \| 0.59 \| 3.2 \| 19 \| \| Atlético de Madrid \| \| \| 7 \| Maxi Gómez \| 17 \| 36 \| 0.47 \| 3.6 \| 17 \| \| R. C. Celta de Vigo \| \| \| 8 \| Gareth Bale \| 16 \| 26 \| 0.62 \| 4.1 \| 16 \| \| Real Madrid C. F. \| \| \| = \| Rodrigo Moreno \| 16 \| 37 \| 0.43 \| 4.4 \| 16 \| \| Valencia C. F. \| \| \| = \| Gerard Moreno \| 16 \| 38 \| 0.42 \| 5.3 \| 16 \| \| R. C. D. Espanyol \| \| \| 11 \| Carlos Bacca \| 15 \| 35 \| 0.43 \| 4.8 \| 15 \| \| Villarreal C. F. \| \| \| = \| Willian José \| 15 \| 34 \| 0.40 \| 4.5 \| 15 \| \| Real Sociedad \| \| \| 13 \| Ángel Rodríguez \| 13 \| 33 \| 0.39 \| 4.2 \| 13 \| \| Getafe C. F. \| \| \| = \| Simone Zaza \| 13 \| 33 \| 0.39 \| 4.5 \| 13 \| \| Valencia C. F. \| \| \| 15 \| Santi Mina \| 12 \| 32 \| 0.38 \| 2.8 \| 12 \| \| Valencia C. F. \| \| \| = \| Mikel Oyarzabal \| 12 \| 35 \| 0.34 \| 4.1 \| 12 \| \| Real Sociedad de Fútbol \| \| \| 17 \| Sergio León \| 11 \| 31 \| 0.35 \| 4.3 \| 11 \| \| Real Betis Balompié \| \| \| = \| Cristian Portu \| 11 \| 37 \| 0.30 \| 3.7 \| 11 \| \| Girona F. C. \| \| \| 19 \| Munir El Haddadi \| 10 \| 33 \| 0.30 \| 5.1 \| 10 \| \| Deportivo Alavés \| \| \| = \| Raúl García \| 10 \| 34 \| 0.29 \| 6.8 \| 10 \| \| Athletic Club \| \| \| = \| José Luis Morales \| 10 \| 35 \| 0.29 \| 5.5 \| 10 \| \| Levante U. D. \| \| Datos actualizados a fin de campeonato y según la página oficial de la competición. |                   |    |       |       |           |      |  |                         |                 |
| Pos. | Jugador           | G. | Part. | Prom. | Lanz./Gol | T.P. |  | Club                    | Nota(s)         |
| 1 | Lionel Messi      | 34 | 36    | 0.94  | 4.5       | 34   |  | F. C. Barcelona         | Trofeo Pichichi |
| 2 | Cristiano Ronaldo | 26 | 27    | 0.96  | 5.4       | 26   |  | Real Madrid C. F.       |                 |
| 3 | Luis Suárez       | 25 | 33    | 0.76  | 3.8       | 25   |  | F. C. Barcelona         |                 |
| 4 | Iago Aspas        | 22 | 34    | 0.65  | 3.3       | 22   |  | R. C. Celta de Vigo     | Trofeo Zarra    |
| 5 | Christian Stuani  | 21 | 33    | 0.64  | 3.0       | 21   |  | Girona F. C.            |                 |
| 6 | Antoine Griezmann | 19 | 32    | 0.59  | 3.2       | 19   |  | Atlético de Madrid      |                 |
| 7 | Maxi Gómez        | 17 | 36    | 0.47  | 3.6       | 17   |  | R. C. Celta de Vigo     |                 |
| 8 | Gareth Bale       | 16 | 26    | 0.62  | 4.1       | 16   |  | Real Madrid C. F.       |                 |
| = | Rodrigo Moreno    | 16 | 37    | 0.43  | 4.4       | 16   |  | Valencia C. F.          |                 |
| = | Gerard Moreno     | 16 | 38    | 0.42  | 5.3       | 16   |  | R. C. D. Espanyol       |                 |
| 11 | Carlos Bacca      | 15 | 35    | 0.43  | 4.8       | 15   |  | Villarreal C. F.        |                 |
| = | Willian José      | 15 | 34    | 0.40  | 4.5       | 15   |  | Real Sociedad           |                 |
| 13 | Ángel Rodríguez   | 13 | 33    | 0.39  | 4.2       | 13   |  | Getafe C. F.            |                 |
| = | Simone Zaza       | 13 | 33    | 0.39  | 4.5       | 13   |  | Valencia C. F.          |                 |
| 15 | Santi Mina        | 12 | 32    | 0.38  | 2.8       | 12   |  | Valencia C. F.          |                 |
| = | Mikel Oyarzabal   | 12 | 35    | 0.34  | 4.1       | 12   |  | Real Sociedad de Fútbol |                 |
| 17 | Sergio León       | 11 | 31    | 0.35  | 4.3       | 11   |  | Real Betis Balompié     |                 |
| = | Cristian Portu    | 11 | 37    | 0.30  | 3.7       | 11   |  | Girona F. C.            |                 |
| 19 | Munir El Haddadi  | 10 | 33    | 0.30  | 5.1       | 10   |  | Deportivo Alavés        |                 |
| = | Raúl García       | 10 | 34    | 0.29  | 6.8       | 10   |  | Athletic Club           |                 |
| = | José Luis Morales | 10 | 35    | 0.29  | 5.5       | 10   |  | Levante U. D.           |                 |

### Asistencias de gol
| \| Pos. \| Jugador \| Asist. \| Part. \| Prom. \| \| Club \| \| ---- \| ----------------- \| ------ \| ----- \| ----- \| \| ------------------- \| \| 1 \| Lionel Messi \| 14 \| 36 \| 0.39 \| \| F. C. Barcelona \| \| 2 \| Luis Suárez \| 13 \| 33 \| 0.24 \| \| F. C. Barcelona \| \| 3 \| Pablo Fornals \| 12 \| 35 \| 0.25 \| \| Villarreal C. F. \| \| 4 \| Karim Benzema \| 11 \| 32 \| 0.35 \| \| Real Madrid C. F. \| \| 5 \| Pione Sisto \| 9 \| 28 \| 0.32 \| \| R. C. Celta de Vigo \| \| = \| Antoine Griezmann \| 8 \| 26 \| 0.31 \| \| Atlético de Madrid \| \| = \| Jordi Alba \| 8 \| 26 \| 0.31 \| \| F. C. Barcelona \| \| 7 \| Andrés Guardado \| 7 \| 23 \| 0.30 \| \| Real Betis Balompié \| \| = \| Cote Valdés \| 7 \| 23 \| 0.30 \| \| S. D. Eibar \| \| = \| Lucas Vázquez \| 7 \| 25 \| 0.28 \| \| Real Madrid C. F. \| \| = \| Gonçalo Guedes \| 7 \| 25 \| 0.28 \| \| Valencia C. F. \| \| = \| Daniel Wass \| 7 \| 27 \| 0.26 \| \| R. C. Celta de Vigo \| \| = \| Alex Granell \| 7 \| 27 \| 0.26 \| \| Girona F. C. \| \| 13 \| Toni Kroos \| 6 \| 21 \| 0.29 \| \| Real Madrid C. F. \| \| = \| Fabián Ruiz \| 6 \| 25 \| 0.28 \| \| Real Betis Balompié \| \| = \| Sergi Roberto \| 6 \| 25 \| 0.24 \| \| F. C. Barcelona \| \| = \| Dani Parejo \| 6 \| 28 \| 0.21 \| \| Valencia C. F. \| \| 18 \| Nolito Agudo \| 5 \| 22 \| 0.23 \| \| Sevilla F. C. \| \| = \| Franco Vázquez \| 5 \| 22 \| 0.23 \| \| Sevilla F. C. \| \| = \| Cristiano Ronaldo \| 5 \| 23 \| 0.22 \| \| Real Madrid C. F. \| \| = \| Marcelo Vieira \| 5 \| 23 \| 0.22 \| \| Real Madrid C. F. \| \| = \| Isco Alarcón \| 5 \| 24 \| 0.21 \| \| Real Madrid C. F. \| \| = \| Xabi Prieto \| 5 \| 24 \| 0.21 \| \| Real Sociedad \| \| = \| Munir El Haddadi \| 5 \| 25 \| 0.20 \| \| Deportivo Alavés \| \| = \| Joaquín Sánchez \| 5 \| 26 \| 0.19 \| \| Real Betis Balompié \| \| = \| Mikel Oyarzabal \| 5 \| 26 \| 0.19 \| \| Real Sociedad \| \| = \| Ibai Gómez \| 5 \| 26 \| 0.19 \| \| Deportivo Alavés \| \| = \| Carlos Bacca \| 5 \| 27 \| 0.19 \| \| Villarreal C. F. \| \| = \| Pablo Sarabia \| 5 \| 27 \| 0.19 \| \| Sevilla F. C. \| \| = \| Sergio Canales \| 5 \| 28 \| 0.18 \| \| Real Sociedad \| \| = \| Iago Aspas \| 5 \| 29 \| 0.17 \| \| R. C. Celta de Vigo \| Datos actualizados a 18 de marzo de 2018 según la página oficial de la competición. |                   |        |       |       |  |                     |
| Pos. | Jugador           | Asist. | Part. | Prom. |  | Club                |
| 1 | Lionel Messi      | 14     | 36    | 0.39  |  | F. C. Barcelona     |
| 2 | Luis Suárez       | 13     | 33    | 0.24  |  | F. C. Barcelona     |
| 3 | Pablo Fornals     | 12     | 35    | 0.25  |  | Villarreal C. F.    |
| 4 | Karim Benzema     | 11     | 32    | 0.35  |  | Real Madrid C. F.   |
| 5 | Pione Sisto       | 9      | 28    | 0.32  |  | R. C. Celta de Vigo |
| = | Antoine Griezmann | 8      | 26    | 0.31  |  | Atlético de Madrid  |
| = | Jordi Alba        | 8      | 26    | 0.31  |  | F. C. Barcelona     |
| 7 | Andrés Guardado   | 7      | 23    | 0.30  |  | Real Betis Balompié |
| = | Cote Valdés       | 7      | 23    | 0.30  |  | S. D. Eibar         |
| = | Lucas Vázquez     | 7      | 25    | 0.28  |  | Real Madrid C. F.   |
| = | Gonçalo Guedes    | 7      | 25    | 0.28  |  | Valencia C. F.      |
| = | Daniel Wass       | 7      | 27    | 0.26  |  | R. C. Celta de Vigo |
| = | Alex Granell      | 7      | 27    | 0.26  |  | Girona F. C.        |
| 13 | Toni Kroos        | 6      | 21    | 0.29  |  | Real Madrid C. F.   |
| = | Fabián Ruiz       | 6      | 25    | 0.28  |  | Real Betis Balompié |
| = | Sergi Roberto     | 6      | 25    | 0.24  |  | F. C. Barcelona     |
| = | Dani Parejo       | 6      | 28    | 0.21  |  | Valencia C. F.      |
| 18 | Nolito Agudo      | 5      | 22    | 0.23  |  | Sevilla F. C.       |
| = | Franco Vázquez    | 5      | 22    | 0.23  |  | Sevilla F. C.       |
| = | Cristiano Ronaldo | 5      | 23    | 0.22  |  | Real Madrid C. F.   |
| = | Marcelo Vieira    | 5      | 23    | 0.22  |  | Real Madrid C. F.   |
| = | Isco Alarcón      | 5      | 24    | 0.21  |  | Real Madrid C. F.   |
| = | Xabi Prieto       | 5      | 24    | 0.21  |  | Real Sociedad       |
| = | Munir El Haddadi  | 5      | 25    | 0.20  |  | Deportivo Alavés    |
| = | Joaquín Sánchez   | 5      | 26    | 0.19  |  | Real Betis Balompié |
| = | Mikel Oyarzabal   | 5      | 26    | 0.19  |  | Real Sociedad       |
| = | Ibai Gómez        | 5      | 26    | 0.19  |  | Deportivo Alavés    |
| = | Carlos Bacca      | 5      | 27    | 0.19  |  | Villarreal C. F.    |
| = | Pablo Sarabia     | 5      | 27    | 0.19  |  | Sevilla F. C.       |
| = | Sergio Canales    | 5      | 28    | 0.18  |  | Real Sociedad       |
| = | Iago Aspas        | 5      | 29    | 0.17  |  | R. C. Celta de Vigo |

### Mejor portero
El mejor portero del campeonato, reflejado en el trofeo Zamora.
| \| Pos. \| Jugador \| G. E. \| Part. \| Coc. \| \| Club \| Nota(s) \| \| ---- \| --------------------- \| ----- \| ----- \| ---- \| \| ------------------- \| ------------- \| \| 1 \| Jan Oblak \| 22 \| 37 \| 0.59 \| \| Atlético de Madrid \| \| \| 2 \| Marc-André ter Stegen \| 28 \| 37 \| 0.76 \| \| F. C. Barcelona \| \| \| 3 \| Vicente Guaita \| 26 \| 33 \| 0.79 \| \| Getafe C. F. \| \| \| 4 \| Neto \| 33 \| 33 \| 1 \| \| Valencia C. F. \| \| \| 5 \| Pau López \| 31 \| 28 \| 1.11 \| \| R. C. D. Espanyol \| \| \| 6 \| Keylor Navas \| 31 \| 27 \| 1.15 \| \| Real Madrid \| No computable \| \| 7 \| Iván Cuéllar \| 43 \| 35 \| 1.23 \| \| C. D. Leganés \| \| \| 8 \| Fernando Pacheco \| 50 \| 37 \| 1.35 \| \| Deportivo Alavés \| \| \| 9 \| Marko Dmitrović \| 49 \| 36 \| 1.36 \| \| S. D. Eibar \| \| \| 10 \| Kepa \| 43 \| 30 \| 1.43 \| \| Athletic Club \| \| \| 11 \| Roberto Jiménez \| 51 \| 34 \| 1.5 \| \| Málaga C. F. \| \| \| 12 \| Bono \| 46 \| 29 \| 1.59 \| \| Girona F. C. \| \| \| 13 \| Chichizola \| 47 \| 27 \| 1.74 \| \| U.D. Las Palmas \| No computable \| \| 14 \| Antonio Adán \| 53 \| 30 \| 1.77 \| \| Real Betis \| \| \| 15 \| Rubén Blanco \| 58 \| 27 \| 2.15 \| \| R. C. Celta de Vigo \| No computable \| Datos actualizados a 30 de mayo de 2018 según la página oficial del Diario Marca. |                       |       |       |      |  |                     |               |
| Pos. | Jugador               | G. E. | Part. | Coc. |  | Club                | Nota(s)       |
| 1 | Jan Oblak             | 22    | 37    | 0.59 |  | Atlético de Madrid  |               |
| 2 | Marc-André ter Stegen | 28    | 37    | 0.76 |  | F. C. Barcelona     |               |
| 3 | Vicente Guaita        | 26    | 33    | 0.79 |  | Getafe C. F.        |               |
| 4 | Neto                  | 33    | 33    | 1    |  | Valencia C. F.      |               |
| 5 | Pau López             | 31    | 28    | 1.11 |  | R. C. D. Espanyol   |               |
| 6 | Keylor Navas          | 31    | 27    | 1.15 |  | Real Madrid         | No computable |
| 7 | Iván Cuéllar          | 43    | 35    | 1.23 |  | C. D. Leganés       |               |
| 8 | Fernando Pacheco      | 50    | 37    | 1.35 |  | Deportivo Alavés    |               |
| 9 | Marko Dmitrović       | 49    | 36    | 1.36 |  | S. D. Eibar         |               |
| 10 | Kepa                  | 43    | 30    | 1.43 |  | Athletic Club       |               |
| 11 | Roberto Jiménez       | 51    | 34    | 1.5  |  | Málaga C. F.        |               |
| 12 | Bono                  | 46    | 29    | 1.59 |  | Girona F. C.        |               |
| 13 | Chichizola            | 47    | 27    | 1.74 |  | U.D. Las Palmas     | No computable |
| 14 | Antonio Adán          | 53    | 30    | 1.77 |  | Real Betis          |               |
| 15 | Rubén Blanco          | 58    | 27    | 2.15 |  | R. C. Celta de Vigo | No computable |

### Galardones mensuales
La liga de fútbol profesional entrega unos premios mensuales a los mejores jugadores y entrenadores del mes, a través de su principal patrocinador, el Banco Santander. Además, se establece para el mismo período los mejores jugadores y entrenadores para los redactores de la citada LFP.
| Mes  | Jugador del mes   | Equipo              | Ref.    |
| ---- | ----------------- | ------------------- | ------- |
| Sep. | Simone Zaza       | Valencia C. F.      | [ 126 ] |
| Oct. | Cédric Bakambu    | Villarreal C. F.    | [ 127 ] |
| Nov. | Iago Aspas        | R. C. Celta de Vigo | [ 128 ] |
| Dic. | Luis Suárez       | F. C. Barcelona     | [ 129 ] |
| Ene. | Aritz Aduriz      | Athletic Club       | [ 130 ] |
| Feb. | Antoine Griezmann | Atlético de Madrid  | [ 131 ] |
| Mar. | Rodrigo Moreno    | Valencia C. F.      | [ 132 ] |
| Abr. | Lionel Messi      | F. C. Barcelona     | [ 133 ] |

Datos actualizados a 30 de mayo de 2018 según la página oficial de la competición.

### Registro disciplinario
| \| Pos. \| Jugador \| Tarjetas \| Expulsado \| Otorgado · Expulsado \| \| Amonestado \| \| Club \| \| ---- \| ---------------------- \| -------- \| --------- \| -------------------- \| - \| ---------- \| \| ------------------- \| \| 1 \| Jefferson Lerma \| 16 \| - \| - \| - \| 16 \| \| Levante U.D. \| \| = \| Dani Parejo \| 16 \| 1 \| - \| - \| 15 \| \| Valencia C. F. \| \| 2 \| Damián Suárez \| 15 \| 1 \| - \| - \| 14 \| \| Getafe C. F. \| \| 3 \| Álvaro González \| 14 \| 1 \| - \| - \| 13 \| \| Villarreal C. F. \| \| = \| Dani García \| 14 \| - \| - \| - \| 14 \| \| S. D. Eibar \| \| = \| Vitorino Antunes \| 14 \| - \| - \| \| 14 \| \| Getafe C. F. \| \| = \| Jaume Costa \| 14 \| 1 \| - \| - \| 13 \| \| Villarreal C. F. \| \| 4 \| Rubén Pérez del Mármol \| 13 \| - \| - \| - \| 13 \| \| C. D. Leganés \| \| = \| Víctor Sánchez Mata \| 13 \| - \| - \| - \| 13 \| \| R. C. D. Espanyol \| \| 5 \| Hugo Mallo \| 12 \| - \| - \| - \| 12 \| \| R. C. Celta de Vigo \| Datos actualizados a fin de campeonato según la página oficial de la competición. |                        |          |           |                      |   |            |  |                     |
| Pos. | Jugador                | Tarjetas | Expulsado | Otorgado · Expulsado |   | Amonestado |  | Club                |
| 1 | Jefferson Lerma        | 16       | -         | -                    | - | 16         |  | Levante U.D.        |
| = | Dani Parejo            | 16       | 1         | -                    | - | 15         |  | Valencia C. F.      |
| 2 | Damián Suárez          | 15       | 1         | -                    | - | 14         |  | Getafe C. F.        |
| 3 | Álvaro González        | 14       | 1         | -                    | - | 13         |  | Villarreal C. F.    |
| = | Dani García            | 14       | -         | -                    | - | 14         |  | S. D. Eibar         |
| = | Vitorino Antunes       | 14       | -         | -                    |   | 14         |  | Getafe C. F.        |
| = | Jaume Costa            | 14       | 1         | -                    | - | 13         |  | Villarreal C. F.    |
| 4 | Rubén Pérez del Mármol | 13       | -         | -                    | - | 13         |  | C. D. Leganés       |
| = | Víctor Sánchez Mata    | 13       | -         | -                    | - | 13         |  | R. C. D. Espanyol   |
| 5 | Hugo Mallo             | 12       | -         | -                    | - | 12         |  | R. C. Celta de Vigo |

### Récords
Datos según ESPN FC 
- Primer gol de la temporada: Gabriel Pires del C. D. Leganés contra el Deportivo Alavés. (18 de agosto de 2017)
- Último gol de la temporada: Philippe Coutinho del F. C. Barcelona contra la Real Sociedad. (20 de mayo de 2018)
- Gol más rápido: 21 segundos: Fabián Ruiz Peña del Real Betis contra el Sevilla F. C. (6 de enero de 2018)
- Gol más tardío: 95 minutos y 51 segundos: Javier Eraso del C. D. Leganés contra U.D. Las Palmas (24 de septiembre de 2017)
- Partido con más penaltis a favor de un equipo: (1-4) Valencia C. F. vs. Real Madrid C. F. (27 de enero de 2018), (0-3) U. D. Las Palmas. vs. Real Madrid C. F. (31 de marzo de 2018)
- Partido con más espectadores: (97 939) F. C. Barcelona contra Real Madrid C. F. (6 de mayo de 2018)
- Partido con menos espectadores: (4056) S.D. Eibar contra Villarreal C. F. (28 de febrero de 2018)[134]
- Mayor victoria local: (6-0) Girona F.C. contra U.D. Las Palmas. (13 de enero de 2018),  (7-1) Real Madrid C. F. contra R.C.D. La Coruña. (21 de enero de 2018), (6-0) Real Madrid C. F. contra R.C. Celta de Vigo. (12 de mayo de 2018).
- Mayor victoria visitante: (0-5) Levante U. D. contra Atlético de Madrid (25 de noviembre de 2017) (0-5) Real Betis contra F. C. Barcelona (21 de enero de 2018).

### Rachas
Datos según transfermarkt.es 
- Mayor racha ganadora: 8 partidos (Valencia C. F.)
- Mayor racha invicta: 36 partidos (F. C. Barcelona)
- Mayor racha marcando: 22 partidos (F. C. Barcelona)
- Mayor racha empatando: 4 partidos (Getafe C. F. y R.C.D. Español)
- Mayor racha imbatida: 6 partidos (Real Betis Balompié)
- Mayor racha perdiendo: 8 partidos (U. D. Las Palmas)
- Mayor racha sin ganar: 16 partidos (U. D. Las Palmas)
- Mayor racha sin marcar: 5 partidos (R. C. D. Espanyol)

### Disciplina
Datos según El País
- Equipo con más tarjetas amarillas: (123) Getafe C. F.
- Jugador con más tarjetas amarillas: (16) Jefferson Lerma
- Equipo con más tarjetas rojas: (8) Málaga C. F.
- Jugador con más tarjetas rojas: (2) Sergi Roberto
- Equipo con más faltas recibidas: (666) U. D. Las Palmas
- Jugador con más faltas recibidas: (114) Munir
- Equipo con más faltas cometidas: (673) Getafe C. F.
- Jugador con más faltas cometidas: (88) Stuani

### Otros datos
Datos según El País, FoxSports, LaLiga
- Equipo con más penaltis a favor: 12 penaltis (Getafe C. F.)
- Equipo con más penaltis en contra: 10 penaltis (Deportivo Alavés)
- Equipo con más fueras de juego a favor:
- Equipo con más fueras de juego en contra: 137 (Sevilla F. C.)
- Equipo con más paradas: 142 paradas (U. D. Las Palmas)
- Equipo con más balones perdidos:
- Equipo con más balones recuperados: 2567 recuperaciones (S.D. Eibar)
- Equipo con más partidos sin encajar: 23 (Atlético de Madrid)
- Equipo con más córneres lanzados: 279 córneres (Real Madrid C. F.)

### Asistencia en los estadios
| Pos. | Equipo              | Total      | Alta   | Baja   | Promedio | Última |
| ---- | ------------------- | ---------- | ------ | ------ | -------- | ------ |
| 1    | Barcelona           | 1 250 381  | 97 939 | 49 693 | 65 810   | 77 034 |
| 2    | Real Madrid         | 1 247 398  | 80 737 | 55 143 | 65 653   | 68 028 |
| 3    | Atlético Madrid     | 1 054 190  | 66 591 | 35 033 | 55 484   | 44 671 |
| 4    | Real Betis          | 881 198    | 55 453 | 31 311 | 46 379   | 32 807 |
| 5    | Valencia            | 735 091    | 47 794 | 27 930 | 38 689   | 33 949 |
| 6    | Athletic Club       | 710 148    | 45 761 | 24 587 | 37 376   | 41 120 |
| 7    | Sevilla             | 628 151    | 40 385 | 22 513 | 33 061   | 32 840 |
| 8    | Deportivo La Coruña | 392 058    | 27 877 | 12 904 | 20 635   | 22 372 |
| 9    | Málaga              | 386 696    | 27 117 | 9570   | 20 532   | 22 138 |
| 10   | Real Sociedad       | 374 299    | 24 675 | 15 562 | 19 700   | 21 412 |
| 11   | Levante             | 335 939    | 23 542 | 12 942 | 17 681   | 12 115 |
| 12   | Espanyol            | 335 309    | 24 836 | 11 659 | 17 648   | 20 075 |
| 13   | Villarreal          | 317 554    | 21 087 | 12 398 | 16 713   | 17 366 |
| 14   | Celta Vigo          | 308 967    | 20 895 | 10 840 | 16 261   | 16 462 |
| 15   | Las Palmas          | 306 529    | 26 163 | 4624   | 16 133   | 20 390 |
| 16   | Alavés              | 296 123    | 19 840 | 12 594 | 15 585   | 15 174 |
| 17   | Girona              | 194 626    | 13 305 | 6392   | 10 243   | 5481   |
| 18   | Getafe              | 194 375    | 15 350 | 5097   | 10 230   | 7148   |
| 19   | Leganés             | 178 769    | 11 454 | 5970   | 9409     | 9317   |
| 20   | Eibar               | 101 160    | 6725   | 4056   | 5324     | 5312   |
|      | Total de la liga    | 10 228 961 | 97 939 | 4056   | 26 918   | 27 641 |

Fuente:World Football
- Levante, Girona y Getafe jugaron la temporada anterior en Segunda División.
- El Atlético Madrid la temporada anterior en el Estadio Vicente Calderón.
- El Barcelona jugó su partido contra Las Palmas a puerta cerrada, no se contabiliza.|date=August 2016}}

### Hat-tricks o más
A continuación se detallan los hat-tricks conseguidos a lo largo de la temporada.
| Fecha      | Jugador           | Goles                                         | Local               |                                    | Resultado |                                   | Visitante          | Rep.       |
| ---------- | ----------------- | --------------------------------------------- | ------------------- | ---------------------------------- | --------- | --------------------------------- | ------------------ | ---------- |
| 09/09/2017 | Lionel Messi      | Anotado · Anotado · Anotado                   | F. C. Barcelona     | Bandera de Cataluña                | 5 – 0     | Bandera de Cataluña               | R. C. D. Espanyol  | Jornada 3  |
| 19/09/2017 | Simone Zaza       | Anotado · Anotado · Anotado                   | Valencia C. F.      | Bandera de la Comunidad Valenciana | 5 – 0     | Bandera de Andalucía              | Málaga C. F.       | Jornada 5  |
| 19/09/2017 | Lionel Messi      | Anotado · Penal · Anotado · Anotado · Anotado | F. C. Barcelona     | Bandera de Cataluña                | 6 – 1     | Bandera del País Vasco            | S. D. Eibar        | Jornada 5  |
| 01/10/2017 | Cédric Bakambu    | Anotado · Anotado · Anotado · Penal           | Villarreal C. F.    | Bandera de la Comunidad Valenciana | 3 – 0     | Bandera del País Vasco            | S. D. Eibar        | Jornada 7  |
| 16/10/2017 | Iago Aspas        | Anotado · Anotado · Anotado                   | U. D. Las Palmas    | Bandera de Canarias                | 2 – 5     | Bandera de Galicia                | R.C. Celta de Vigo | Jornada 8  |
| 4/12/2017  | Ibai Gómez        | Anotado · Anotado · Penal · Anotado           | Girona F. C.        | Bandera de Cataluña                | 2 – 3     | Bandera del País Vasco            | Deportivo Alavés   | Jornada 14 |
| 13/01/2018 | Olunga            | Anotado · Anotado · Anotado                   | Girona F. C.        | Bandera de Cataluña                | 6 – 0     | Bandera de Canarias               | U. D. Las Palmas   | Jornada 19 |
| 10/02/2018 | Cristiano Ronaldo | Anotado · Anotado · Anotado                   | Real Madrid C. F.   | Bandera de la Comunidad de Madrid  | 5 – 2     | Bandera del País Vasco            | Real Sociedad      | Jornada 23 |
| 24/02/2018 | Luis Suárez       | Anotado · Anotado · Anotado                   | F. C. Barcelona     | Bandera de Cataluña                | 6 – 1     | Bandera de Cataluña               | Girona F. C.       | Jornada 25 |
| 25/02/2018 | Antoine Griezmann | Anotado · Anotado · Penal · Anotado           | Sevilla F. C.       | Bandera de Andalucía               | 2 – 5     | Bandera de la Comunidad de Madrid | Atlético de Madrid | Jornada 25 |
| 28/02/2018 | Antoine Griezmann | Anotado · Anotado · Anotado · Anotado         | Atlético de Madrid  | Bandera de la Comunidad de Madrid  | 4 – 0     | Bandera de la Comunidad de Madrid | C. D. Leganés      | Jornada 26 |
| 18/03/2018 | Cristiano Ronaldo | Anotado · Anotado · Anotado · Anotado         | Real Madrid C. F.   | Bandera de la Comunidad de Madrid  | 6 – 3     | Bandera de Cataluña               | Girona F. C.       | Jornada 29 |
| 07/04/2018 | Iago Aspas        | Anotado · Anotado · Anotado                   | R. C. Celta de Vigo | Bandera de Galicia                 | 4 – 0     | Bandera de Andalucía              | Sevilla F. C.      | Jornada 31 |
| 07/04/2018 | Lionel Messi      | Anotado · Anotado · Anotado                   | F. C. Barcelona     | Bandera de Cataluña                | 3 – 1     | Bandera de la Comunidad de Madrid | C. D. Leganés      | Jornada 31 |
| 28/04/2018 | Carlos Bacca      | Anotado · Anotado · Anotado                   | Villarreal C. F.    | Bandera de la Comunidad Valenciana | 4 – 1     | Bandera de Galicia                | R.C. Celta de Vigo | Jornada 35 |
| 29/04/2018 | Lionel Messi      | Anotado · Anotado · Anotado                   | R. C. D. La Coruña  | Bandera de Galicia                 | 2 – 4     | Bandera de Cataluña               | F. C. Barcelona    | Jornada 35 |
| 13/05/2018 | Emmanuel Boateng  | Anotado · Anotado · Anotado                   | Levante U. D.       | Bandera de la Comunidad Valenciana | 5 – 4     | Bandera de Cataluña               | F. C. Barcelona    | Jornada 37 |
| 13/05/2018 | Philippe Coutinho | Anotado · Anotado · Anotado                   | Levante U. D.       | Bandera de la Comunidad Valenciana | 5 – 4     | Bandera de Cataluña               | F. C. Barcelona    | Jornada 37 |

### Autogoles
A continuación se detallan los autogoles marcados a lo largo de la temporada.
| Fecha      | Jugador           | Minuto     | Local               |                                    | Resultado |                                   | Visitante           | Rep.       |  |
| ---------- | ----------------- | ---------- | ------------------- | ---------------------------------- | --------- | --------------------------------- | ------------------- | ---------- |  |
| 20/08/2017 | Alin Toșca        | 1 - 0, 36' | F. C. Barcelona     | Bandera de Cataluña                | 2 – 0     | Bandera de Andalucía              | Real Betis Balompié | Jornada 1  |  |
| 17/09/2017 | Kevin Rodrigues   | 1 - 2, 36' | Real Sociedad       | Bandera del País Vasco             | 1 – 3     | Bandera de la Comunidad de Madrid | Real Madrid C. F.   | Jornada 4  |  |
| 23/09/2017 | Aday Benítez      | 0 - 1, 17' | Girona F. C.        | Bandera de Cataluña                | 0 – 3     | Bandera de Cataluña               | F. C. Barcelona     | Jornada 6  |  |
| 23/09/2017 | Gorka Iraizoz     | 0 - 2, 48' | Girona F. C.        | Bandera de Cataluña                | 0 – 3     | Bandera de Cataluña               | F. C. Barcelona     | Jornada 6  |  |
| 24/09/2017 | Alejandro Arribas | 2 - 0, 22' | R. C. D. Espanyol   | Bandera de Cataluña                | 4 – 1     | Bandera de Galicia                | R. C. D. La Coruña  | Jornada 6  |  |
| 21/10/2017 | Alexis Ruano      | 2 - 0, 75' | Real Betis Balompié | Bandera de Andalucía               | 2 – 0     | Bandera del País Vasco            | Deportivo Alavés    | Jornada 9  |  |
| 22/10/2017 | Ximo Navarro      | 3 - 0 67'  | Villarreal C. F.    | Bandera de la Comunidad Valenciana | 4 – 0     | Bandera de Canarias               | U. D. Las Palmas    | Jornada 9  |  |
| 22/10/2017 | Paulo Oliveira    | 1 - 0 18'  | Real Madrid C. F.   | Bandera de la Comunidad de Madrid  | 3 – 0     | Bandera del País Vasco            | S. D. Eibar         | Jornada 9  |  |
| 20/11/2017 | Jordi Amat        | 1 - 0 6'   | S. D. Eibar         | Bandera del País Vasco             | 5 – 0     | Bandera de Andalucía              | Real Betis Balompié | Jornada 12 |  |
| 25/11/2017 | Rober Pier        | 0 - 1 4'   | Levante U. D.       | Bandera de la Comunidad Valenciana | 0 – 5     | Bandera de la Comunidad de Madrid | Atlético de Madrid  | Jornada 13 |  |
| 03/12/2017 | Sergi Enrich      | 3 - 1 79'  | S. D. Eibar         | Bandera del País Vasco             | 3 – 1     | Bandera de Cataluña               | R. C. D. Espanyol   | Jornada 14 |  |
| 10/12/2017 | Aymeric Laporte   | 1 - 1 73'  | Levante U. D.       | Bandera de la Comunidad Valenciana | 1 – 2     | Bandera del País Vasco            | Athletic Club       | Jornada 15 |  |
| 10/12/2017 | Postigo           | 1 - 2 79'  | Levante U. D.       | Bandera de la Comunidad Valenciana | 1 – 2     | Bandera del País Vasco            | Athletic Club       | Jornada 15 |  |
| 06/01/2018 | Ramalho           | 1 - 1 26'  | Valencia C. F.      | Bandera de la Comunidad Valenciana | 2 – 1     | Bandera de Cataluña               | Girona F. C.        | Jornada 18 |  |
| 28/01/2018 | Mario Hermoso     | 1 - 0 11'  | C. D. Leganés       | Bandera de la Comunidad de Madrid  | 3 – 2     | Bandera de Cataluña               | R. C. D. Espanyol   | Jornada 21 |  |
| 28/01/2018 | Mario Hermoso     | 3 - 1 82'  | C. D. Leganés       | Bandera de la Comunidad de Madrid  | 3 – 2     | Bandera de Cataluña               | R. C. D. Espanyol   | Jornada 21 |  |
| 18/02/2018 | Nacho             | 2 - 1 37'  | Real Betis Balompié | Bandera de Andalucía               | 3 – 5     | Bandera de la Comunidad de Madrid | Real Madrid C. F.   | Jornada 24 |  |
| 26/02/2018 | Chema             | 0 - 1 55'  | Levante U. D.       | Bandera de la Comunidad Valenciana | 0 – 2     | Bandera de Andalucía              | Real Betis Balompié | Jornada 25 |  |
| 28/02/2018 | Eneko Bóveda      | 2 - 0 44'  | Getafe C. F.        | Bandera de la Comunidad de Madrid  | 3 – 0     | Bandera de Galicia                | R. C. D. La Coruña  | Jornada 26 |  |
| 17/03/2018 | Laguardia         | 3 - 1 54'  | Valencia C. F.      | Bandera de la Comunidad Valenciana | 3 – 1     | Bandera del País Vasco            | Deportivo Alavés    | Jornada 29 |  |
| 07/04/2018 | Guilherme Arana   | 1 - 0 38'  | R. C. Celta de Vigo | Bandera de Galicia                 | 4 – 0     | Bandera de Andalucía              | Sevilla F. C.       | Jornada 31 |  |
| 07/04/2018 | Arbilla           | 2 - 0 50'  | Real Betis Balompié | Bandera de Andalucía               | 2 – 0     | Bandera del País Vasco            | S. D. Eibar         | Jornada 31 |  |
| 28/04/2018 | Mikel San José    | 1 - 0 15'  | Real Sociedad       | Bandera del País Vasco             | 3 – 1     | Bandera del País Vasco            | Athletic Club       | Jornada 35 |  |
| 28/04/2018 | Mikel San José    | 3 - 0 54'  | Real Sociedad       | Bandera del País Vasco             | 3 – 1     | Bandera del País Vasco            | Athletic Club       | Jornada 35 |  |
| 06/05/2018 | Stefan Savić      | 0 - 1 53'  | Atlético de Madrid  | Bandera de la Comunidad de Madrid  | 0 – 2     | Bandera de Cataluña               | R. C. D. Espanyol   | Jornada 36 |  |
| 09/05/2018 | Sergio Ramos      | 3 - 0 83'  | Sevilla F. C.       | Bandera de Andalucía               | 3 – 2     | Bandera de la Comunidad de Madrid | Real Madrid C. F.   | Jornada 34 |  |
| 12/05/2018 | Sergi Gómez       | 5 - 0 74'  | Real Madrid C. F.   | Bandera de la Comunidad de Madrid  | 6 – 0     | Bandera de Galicia                | R. C. Celta de Vigo | Jornada 37 |  |